# ヒルズボロの悲劇
ヒルズボロの悲劇（ヒルズボロのひげき、英語: Hillsborough disaster）は、1989年4月15日にイングランド・シェフィールドのヒルズボロ・スタジアムで行われた、サッカー・FAカップ準決勝のリヴァプール対ノッティンガム・フォレスト戦において発生した群集事故である。
「テラス」と呼ばれるゴール裏の立見席に収容能力を上回る大勢のサポーターが押し寄せ将棋倒しになったため死者96人、重軽傷者766人を出す惨事となったことからイギリスのスポーツ史上最悪の事故と評されている。事故原因について当初はフーリガニズムとの関連性が指摘されたが、同年8月と1990年1月に公表されたテイラー・レポートは警備側の観客誘導の不備にあったと結論付けた。同レポートを基にスタジアム観戦のための新たな施策が導入され、イングランドサッカー界を取り巻く環境を一変させたが、その一方で責任を負う立場にある個人や団体に対する追及が積極的に行われることはなかった。
事故から20周年を迎えるにあたり全記録文書の開示を求める機運が高まると同書の調査を目的とした「ヒルズボロ独立委員会」が設立され、2012年9月12日に公表された報告書により観客誘導の不備のほか、緊急サービスの遅延や不十分な医療措置、警察関係者により捜査資料の改ざんや意図的な情報誘導が行われたことが明らかとなった。同年12月19日、高等法院は死因審問の評決を破棄し審理のやり直しを命じると、2016年4月26日に警備責任者の過失を認め、犠牲者は不当に亡くなったとする評決を下した。

## 背景

### 時代背景

#### フーリガニズム対策
イングランドの全クラブは1985年5月29日にベルギーのブリュッセルで行われたUEFAチャンピオンズカップ 1984-85決勝・リヴァプール対ユヴェントス戦の際に両チームのサポーターの衝突がきっかけとなり39人が死亡した事故（ヘイゼルの悲劇）の制裁措置として、欧州サッカー連盟 (UEFA) から5年間の欧州での国際試合出場禁止処分（事件当事者のリヴァプールは6年間の禁止処分）を受けた。この事件以降は自粛ムードが強まり、イギリス政府はフーリガン排除を目的とした「サッカー観戦者法案」 (en:Football Spectators Act 1989) を提出し法案成立に向け与野党間での協議が続けられていた。法案はサッカー場の入場者に対し顔写真入りのIDカードの掲示を求め、暴力事件を引き起こしたものに対しては年単位での入場や国際大会の際の渡航を禁止する内容が盛り込まれていたが野党からは「警察国家へと繋がる」と反対意見が挙がっていた。
1989年4月11日、UEFAは「サポーター達が自重自戒を続ける」ことを条件に1990-91シーズンからのイングランドのサッカークラブの国際大会復帰を決定した。
マーガレット・サッチャー政権下の1980年代当時はフーリガニズムが拡大した時期でもあるが、多くのフーリガンは挑発的な言動で相手に威勢を示すことを目的とし、暴力行為に価値を見出す者はごく少数だったといわれている。一方、警察当局では一般のサポーターとフーリガンを同列に扱っており、スタジアムで観戦するサポーターに対し過剰ともいえる警備態勢を強いていた。

#### スタジアム
1980年代当時のスタジアムの多くは建築から50年以上を経過した老朽化したものであり、スタジアム内の半数から3分の2までが立見席で占められていた。こうした立見席には椅子席とは異なり多くの観客を収容することが可能となっていたため、サッカークラブにとっては大きな収入源となっていた。
立見席には熱狂的なサポーター達が集まりやすく、牧歌的な時代には試合終了と共にファンがピッチへと飛び降り人気選手にサインを求める風景も見られたが、1960年代頃から暴力的サポーター同士による抗争などのトラブルが頻発すると、立見席では観客の安全性確保と警備上の対策が講じられるようになった。最前部には高いフェンスが張り巡らされて侵入を阻止する対策が採られ、側部は群衆整理の為の鉄柵で仕切られ、いくつかのブロック毎に区分された。サポーター達はそれぞれの区画に押し込められる環境の中での観戦を強いられたが、この鉄柵による区画は「家畜檻」(pen) と呼ばれた。
一方で立見席では1946年3月9日にボルトンで行われたボルトン・ワンダラーズ対ストーク・シティ戦で鉄柵が超満員の群集の圧力に耐え切れず崩壊したことにより群集雪崩が発生し33人が死亡、500人以上が負傷する事故（バーンデン・パークの惨事） や、1971年1月2日にスコットランドのグラスゴーで行われたグラスゴー・レンジャーズ対セルティック戦の終了間際に退場する群集と再度入場しようと試みる群集の波が衝突したことにより66人が死亡、200人以上が負傷した事故（アイブロックスの惨事）が発生するなど安全性の面で問題視されていた。グラスゴーでの事故後の1975年にスポーツ競技場安全法が採択され、事故防止に向けた公式入場者数を削減する条件が適用されていたが、さらにスタジアムから立見席を撤廃し椅子席に改修するには多額の費用を捻出する必要があった。

### 事故背景

#### 1981年の事故
ヒルズボロ・スタジアムはシェフィールドの中心部から北西約4キロメートルにあるオウラートン地区に位置し、ドン川流域の田園地帯に1899年に建設された。他の都市型スタジアムと同様に多くの観客を受け入れるための十分な交通手段を有さない住宅地内に立地していたが、1966年にはFIFAワールドカップの会場に選ばれ、イングランドサッカー界において最も権威のあるカップ戦・FAカップ準決勝の開催地として定期的に選ばれていた。これらの試合は通常満員の観客を集めたが、試合のためにシェフィールドを訪れるサポーターは、街からスタジアムへのアクセスやスタジアム内の構造に不慣れだった。
1970年代中頃、地域内にあるスタジアムの安全性を考慮するため消防署、警察、シェフィールド市議会（建築物を認可する）、サウス・ヨークシャー州議会は特別調査委員会を設立した。1978年、スタジアムを運営するシェフィールド・ウェンズデイはスポーツ競技場安全法の定める安全証明書を取得するためイーストウッド&パートナーズの安全管理技士に調査を委託したが、1979年1月に提出された報告書により同法の定めた安全性保持に関わる全ての推奨事項を満たさないことが明らかとなった。
1981年4月11日に行われた準決勝のトッテナム・ホットスパー対ウルヴァーハンプトン・ワンダラーズ戦では、スタジアム西側の立見席「レッピングス・レーン・エンド」に収容能力（10,100人）を上回る多くの観客を入場させたため試合開始3分で群衆事故が発生した。この事故は入場ゲートの混雑を緩和するため、出口用に設定されたCゲートを開放したことにより引き起こされたもので、入場ゲートから立見席へと通じる中央の通路を警官が封鎖したことや、立見席が柵で区分化されておらず横方向への移動が可能であったこともあり群集過密は軽減されたが、立見席の最大収容数を大幅に上回っていた。また、警察の判断により250人の観客をスタンドからピッチへ誘導する措置が採られたが、観客38人が腕や足や肋骨を負傷し近隣の病院へと搬送された。
試合後、サウス・ヨークシャー警察 (SYP) の責任者は10,100人の収容能力は限界を上回るとの見解をクラブ側に伝えたが、それ以上の進展はなかった。1989年に公表された中間報告書では両者間の関係は良好であったとしているが、2012年に独立委員会により公表された調査報告書では、クラブ側が警察からの要請の受け入れを拒否し、問題の責務を全て警察側に負わせるなど、この時点で双方の関係に亀裂が生じていた、としている。

#### 事故後の対応
その後、警察は群衆制御を改善する目的からクラブ側に対し立見席を柵により3つのブロックに区分することを提案。クラブ理事会の承認を受けて同年11月に適用されたが、各ブロックへ誘導するための係員は配置されることはなかった。1985年、クラブが1部リーグ昇格を果たし多くの観客を迎え入れるようになったことで警察側は群衆制御のため立見席の更なる分割を提案。この提案は同年内に適用され、5つのブロックへ分割されたが、各ブロックへ誘導するための係員を配置する提案はクラブ側の経済的な理由のため、実行に移されることはなかった。警察側の最大の関心事は群衆制御にあり、クラブ側の最大の関心事は支出の抑制にあった。
1981年の事故によりスタジアムは1987年までの6年間に渡りFAカップ準決勝の開催を見送られた。この間、横柵の導入を含めいくつかの重要な修正を行ったが、いずれも安全証明書の取得には繋がっていない。
また、54,000人の収容人数のうち北スタンドと西スタンドおよびレッピングス・レーン・エンドの収容人数24,000人を23の改札口に受け入れるために引き起こる、入場ゲート付近での群衆制御の問題は未解決のままだった。この問題は1986-87シーズンと1987-88シーズンのFAカップ準決勝でも引き起こされたが、全関係者が参加する試合後の報告会での情報共有は不十分だった。また、安全柵の設置場所、トンネルの勾配、周囲を囲うフェンスの妥当性、年間を通じた安全点検については議論されなかったか、記録されていない。

## 経緯

### 直前の人事異動
1989年3月、フットボール・アソシエーション (FA) は前年度と同様にヒルズボロ・スタジアムをFAカップ準決勝の会場に指定したが、スタジアム警備を担当するSYPのブライアン・モール警視正が3月27日限りで退任し、新任のデイヴィッド・ダッケンフィールド警視正へと引き継がれた。モールは1986-87シーズンと1987-88シーズンのFAカップ準決勝を含め、同スタジアムを本拠地とするシェフィールド・ウェンズデイの主だったホームゲームを担当した実績を持つ人物であり、同スタジアムが準決勝の会場として指定された時までは警備責任者の職務に就いていた。2012年に独立委員会が公表した報告書ではSYP上層部の決定による退任の理由は明らかとされておらず、1988年10月に彼の部下が引き起こした事件の責任を取るためだったと言われる。
一方、ダッケンフィールドは満員のスタジアムにおいて群衆コントロールを指揮した経験はなく、就任から事件当日までの19日間にわずかな訓練を受けたのみだった。ダッケンフィールドが警備責任者となった理由についても、2012年に公表された報告書では明らかとされていない。

### 運営
新たに警備責任者となったダッケンフィールド警視正の下にはアシスタントのバーナード・マレー警視をはじめスタジアム警備の経験豊富な指揮官が配置されたが、入場ゲート外から付近の動線の警備を担当するロジャー・マーシャル警視と、入場ゲート内からスタンド最前列のフェンスまでを含むスタジアム内の警備を担当するロジャー・グリーンウッド警視は、前年のFAカップの際とは担当任務を交代していた。このほかダッケンフィールドの配下で当直任務の警官隊801人は交通課の指揮官と共にサポーターの都市部への流入に対処した。試合のために全サウス・ヨークシャーの職員の約38パーセントとなる1,122人の警官が展開されたが、その中にはリヴァプールとノッティンガム・フォレストのサポーターをそれぞれ先導するための34人の騎馬警官分隊も含まれた。それらは警視と巡査部長に加え、通常8から10人の巡査で構成される各班に分類され、試合前から試合後にかけてスタジアム内外の様々な配置場所で任務に当たった。
警察の指令室はスタジアムの西南の角、南スタンドとレッピングス・レーン・エンドの第1ブロックとの間に置かれた。この指令室は一段高い場所にあり、西側スタンド最前部のフェンスに沿って周囲を一望することができるが、室内は非常に狭く3人分の席を有するのみである。室内には5箇所に設置された監視カメラの映像を示す5つのテレビモニターがあり、それを通じてスタジアム内外に指示を送った。
シェフィールド・ウェンズデイが手配した376人の係員は回転式改札口の門番とオペレーター業務を担当した。彼らは試合当日に警察担当者から業務に関する説明を受けた後で配置場所に割り当てられたが、彼らは黄色のビブスを着用していた。南スタンドの下にはクラブの指令室が置かれたが係員との無線通信が可能であり、すべての改札口の状況は各ゲートに設置された監視カメラによって指令室に送信された。
当日はメインスタンドとバックスタンドにはリヴァプールとノッティンガムのサポーターが混在し、熱狂的なサポーターが集まるテラスに関してはスパイオン・コップ (Spion Kop End) と呼ばれる東側スタンドをノッティンガムに割り当て、レッピングス・レーン・エンド (Leppings Lane End) と呼ばれる西側スタンドをリヴァプールに割り当てた。レッピングス・レーン・エンドは上段と下段の2層に分割されており下段は立見席だったが、立見席の最前部は青色に塗装されたフェンスで覆われ、側部は群衆整理のための鉄柵により5つのブロックに分割されていた。
リヴァプールはノッティンガムに比べて多くのサポーターを保持していることで知られ、事故当時のリヴァプールの平均入場者数が4万人であるのに対し、ノッティンガムは1万7千人と下回っていた。サッカーの試合に関してはサポーター数の多いクラブに対しチケットを多く配分する傾向があり、通常であればリヴァプールに多くのチケットが配分されることになるが、この試合に際してはノッティンガムのサポーター用に2万9千枚のチケットを配分し、リヴァプールのサポーター用に2万4千枚のチケットが配分された。サポーター数に対する不均等なチケットの配分は前年度のFAカップ準決勝でも行われており、クラブ側はFAを介して変更を求めたが、警察側により却下された。1989年に前年同様のチケットの配分が発表された際にリヴァプール側は再び異議を唱えたが、1988年準決勝の前例や、直前の変更が混乱を招くという理由により再度却下された。

### アクセス

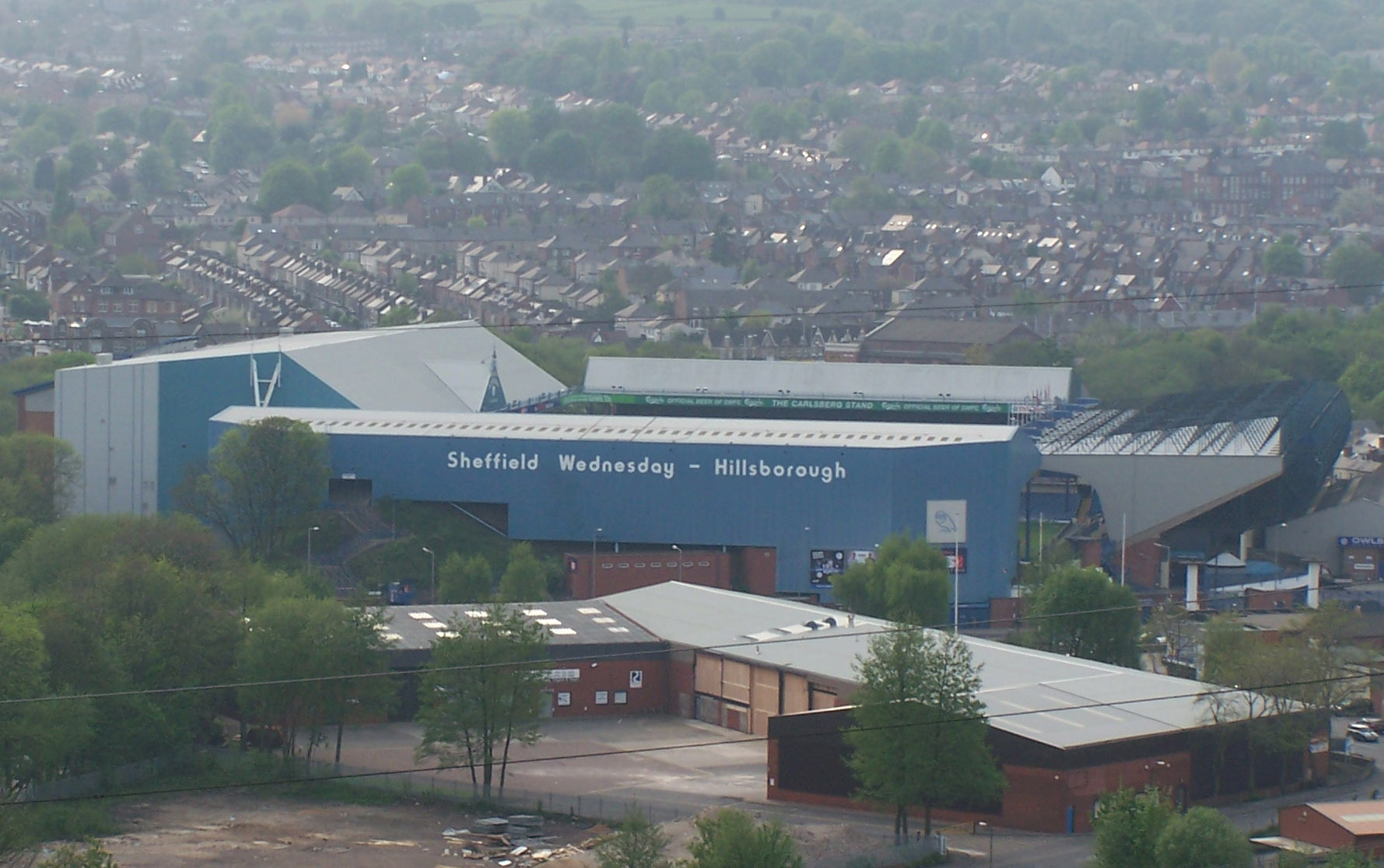
事故現場となったヒルズボロ・スタジアムの全景。

多くのサポーターは鉄道機関の利用が可能だったが、陸路を使い来場するものと考えられていた。シェフィールド市内の最寄り駅からスタジアムへ繋がる動線では両チームのサポーターの衝突を避けるため、ノッティンガムサポーターに対してはシェフィールド駅から警官の指示の下で北方へ誘導が行われた。一方、リヴァプールサポーターに対しては同駅から徒歩ではなくバスで移動するように誘導を行ったが、スタジアムの北に位置するワズリー・ブリッジ駅まで運行される臨時列車を利用することも可能だった。

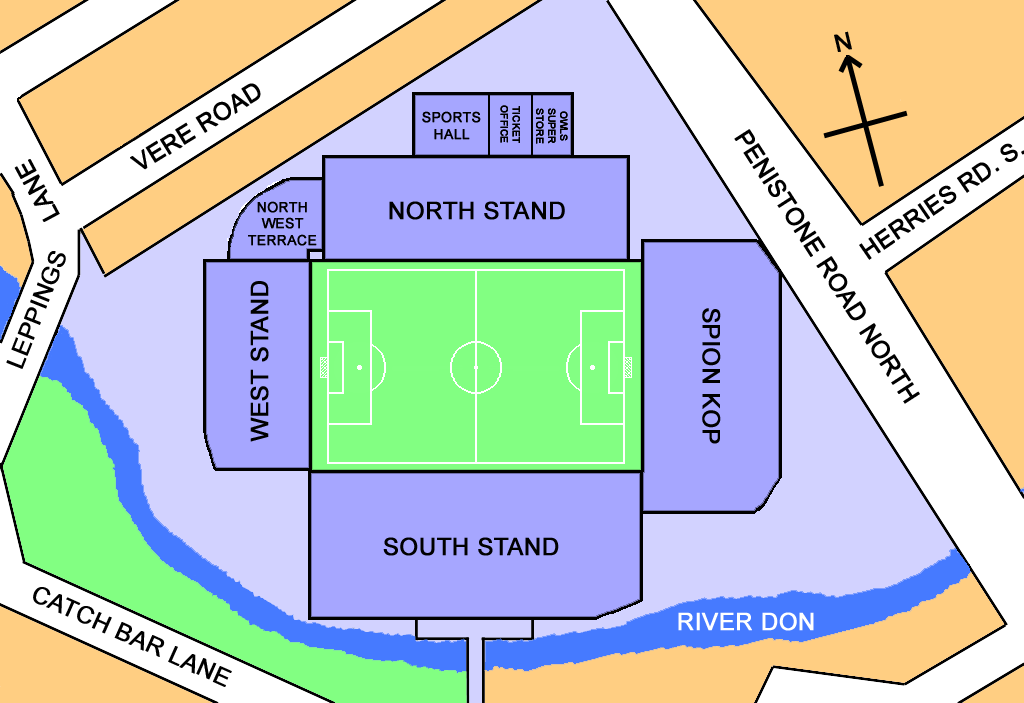
ヒルズボロ・スタジアム周辺の見取り図

自動車を利用する場合はノッティンガムサポーターはM1モーターウェイで市内に近づき主にペニストン・ロードやメリーズ・ロードを経由、リヴァプールサポーターはM62モーターウェイからM1モーターウェイへ乗り換えペナイン山脈を横断しシェフィールド市内に近づくものと想定された。リヴァプールサポーターのための駐車場エリアはスタジアムの北側と西側にあり、利用者は北から南西へと連なる道路「レッピングス・レーン」を両方向から徒歩で進み、西入場ゲートのある前庭広場へ向かうことになっていた。

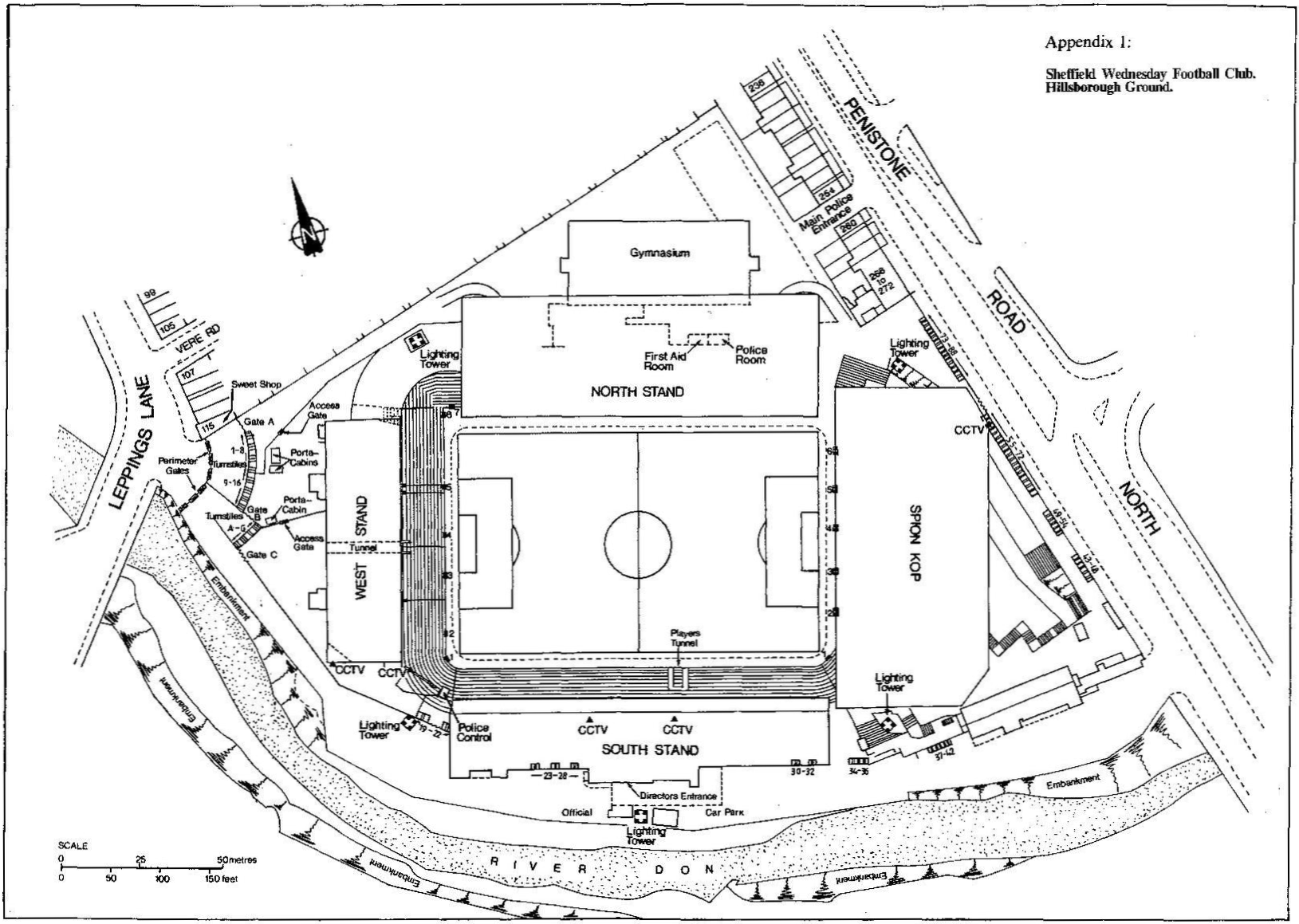
スタジアムの平面図。西と東に回転式改札口を有する入場ゲートがある。

前庭広場の先には23台の回転式改札口を有する入場ゲートがあり、北スタンド（9,700人）、西スタンド（4,456人）、レッピングス・レーン・エンド（10,100人）のチケット所持者を受け入れた。そのうち、1から10番までの改札口は北スタンド専用、11から16番までの改札口は西スタンド専用、AからG番までの改札口はレッピングス・レーン・エンド専用に割り当てられた。AからG番までの改札口は1台につき約1,450人の観客を受け入れるが、一方でペニストン・ロードに面した南スタンドとスパイオン・コップ専用（合計29,800人）の回転式改札口は全部で60台あり、1台につき約500人の観客を受け入れることができる。
AからG番までの改札口を通過すると真向かいにあるスタンドの入口には「立見席」「B」と書かれた大きな看板が掲示してあり、チケット所持者はその方向へと引き寄せられる。立見席へと向かう通路は約23メートルの長さのトンネルとなっており、途中までは平坦な道だが最後は1/6勾配の下り坂となっている。

### 事故の経過

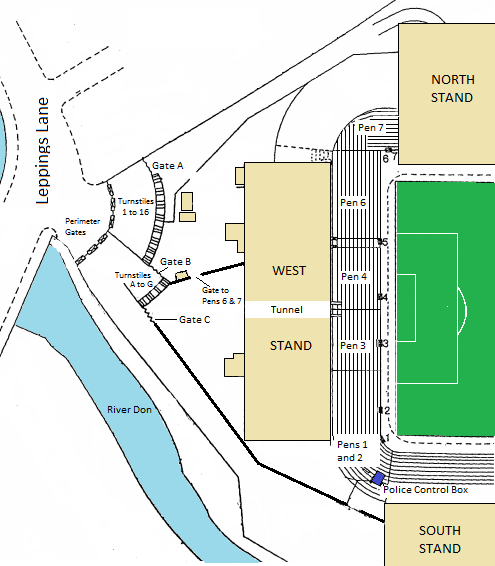
入退場ゲートとスタンド・レッピングス・レーン・エンドの立見席 (pen)の詳細図。

試合当日の土曜日は好天に恵まれ、54,000人分のチケットはすでに完売済みで観客は入場を待ち構えていた。リヴァプールサポーターの少数は早い時間からスタジアム周辺に到着を始めており、周辺を散策する者やパブでくつろぐ者もいたが、その多くは余剰のチケットやペアのチケットを求めており、彼らに高値でチケットを売買するダフ屋も数人現れた。
シェフィールド周辺には約74の酒類販売店があり一般的に8時に開店するが、試合当日はリヴァプールサポーターが訪れたものの、彼らによって大量のアルコール飲料が購入された形跡はなかった。また、周辺のパブは通常11時に開店するが、市の中心部に位置する約72のパブは地元の常連客を対象とし、一部の店舗は臨時休業をしていた。その一方で約23のパブが100人以上の、約51のパブが20人以上のリヴァプールサポーターを受け入れたが、目立ったトラブルは報告されなかった。
12時00分、リヴァプールサポーターは朝からスタジアム周辺に到着を始めていたが、正午の時点で「レッピングス・レーン・エンド」の入場ゲートの一部が解放されていたものの直ぐに入場しようとはしなかった。入場ゲートの外には約53人の警官が配置されていたが、彼らはサポーターに対し無作為に聞き取りを行い、チケット所持者については速やかにスタジアムに入場するように、未所持者については帰宅するように誘導を行った。また、各回転式改札口の外には男性と女性の警官が配置され、入場者の武器や飲み物や薬物などの所持の有無を調べるための手荷物検査を行った。
14時00分、同刻までにピッチレベルと指令室からの目視および監視カメラの映像により、ノッティンガム側の入場者数がリヴァプール側を上回っていることが明らかとなった。ノッティンガム側の陣取るスパイオン・コップと南スタンドは着実に満席に近づきつつあったが、西スタンドと北スタンドは半数近くが空席の状態だった。また、リヴァプール側の陣取る「レッピングス・レーン・エンド」は第3・第4ブロックには満員に近いサポーターで埋め尽くされていたものの、それ以外のブロックはほぼ空席に近い状態だったことが確認された。そのため、14時15分に第3・第4ブロックのサポーターに対し拡声器を使い、席詰めに協力するようにとの要請が行われた。
14時20分、リヴァプールサポーターを乗せた臨時列車が予定より早く14時前にワズリー・ブリッジ駅に到着した。前年のFAカップ準決勝の際にはリヴァプールのために3便の臨時列車が運行されたが、この年は1便のみだった。350人の乗客は、スタジアムまで騎馬警官と徒歩の警官に誘導されて通行し、14時20分頃に整然と入場ゲートを通過した。
また、同時刻までに交通課の方からリヴァプールサポーターが想定ルートを通過したとの報告が入り大多数がシェフィールド地域を進行中であることが明らかとなると、西の入場ゲート周辺では急速に混雑が始まった。入場ゲートと各回転式改札口の間は密集した状態となり、入場ゲートの外に配備された警官達は来場者の検査もままならなくなり選別することも困難となった。一方、スタジアム外担当の警備主任のマーシャル警視はレッピングス・レーンに沿って来場するサポーターが車道に溢れ出すことに懸念を示したが、この時点において群集の間で大きなトラブルは確認されなかった。
14時30分、試合開始時間が近づいたこともあり「レッピングス・レーン・エンド」の入場ゲートでは混雑がさらに激しさを増し、人々が回転式改札口へ近づくことはより困難となった。内務省発行の指導書『グリーンガイド』は1時間あたりに1台の改札口を通過することができる観客の最大限度を750人と定めていたが、レッピングス・レーン・エンドの観客を全て受け入れるには順調に稼働したとしても約2時間かかる。各改札口に掲示された標識は入場者側からは見えにくく、チケット所持者が入場を拒否された場合には機械の動作に遅れが生じるため、警官がオペレーターに指示を与えた上で通過させる。一方、その間にも後方の観客は入場できない状態となるため遅れはさらに広がり、効率性を損ない処理速度は低下した。後から到着する人々の数は回転式改札の処理能力を上回るもので、ゲート周辺に滞留する人々の数は時間の経過とともに増加の一途をたどった。
雑踏警備にあたっていた騎馬警官達は群衆に囲まれ効力を失い、状況を把握しようとドン川にかかる橋の欄干に立ったマーシャル警視が酔ったサポーターに押しのけられそうになるなど統制を失い始めた。サポーターは試合開始時間が近づくにもかかわらず入場ゲートの状況が進展を見せないことに不満を感じ、数人の酔った若者が列の前方へ押し出そうと試みた。そのため前方部では群集の圧力により一部の若者や女性が気絶、一部の者は入場ゲートのある建物やフェンスに登り難を逃れた。この時の状況についてスタジアム外の警官達は後に「手に負えない」「暴力的」と証言したが、サポーター側は対照的に群衆整理のための試みは行われていないと感じていた。
14時44分、マーシャル警視は増援を要請するため警備車両から無線通信を行ったが、14時40分頃から回線が不通となっており、2から3分間に渡り指令室との連絡手段を失った。この状態は通信専門の担当者の対応により回復、マーシャル警視からの増援要請は許可され、騎馬警官を含む増援部隊と共に沿線道路に非常線を張り入場ゲート付近の密集状態を抑えようと試みた。この試みは数分間に渡り効果を発揮したが、やがて群集の圧力により押し戻された。2012年に公表された報告書では、14時35分の時点で指令室は混沌とした状態にあり、騒乱に対処するためとの間違った仮定の下で増援要請を許可したとしている。
14時45分、スタジアム西側にある入場ゲート付近では、依然として入場出来ない5,000人のリヴァプールサポーター達で溢れていた。これらのサポーターが試合開始時間までに入場することは困難であり、スタジアム外に配置された警官から「試合開始時間を遅らせるように」との要請が行われたが、指令室から拒絶された。この要請は選手がすでにピッチに現れようとしていたため、あまりに遅いものと考えられたが、実際には選手入場口付近にカメラマンが集まっていただけで、選手入場は14時54分まで行われなかった。ダッケンフィールドが誤認をした理由は定かではないが、主任クラスの警官同士による意思決定は相互の意思疎通の欠如と無線通信の不良により妨げられていた。
マーシャル警視は混雑を緩和するために「大きな出口用ゲートを開放しない限り、おそらく死者や重傷者が出るだろう」と無線で伝え、入場ゲートの脇にあるスタジアムからの退場者専用に設定されたCゲートの開放を要求した。彼はスタジアム内の状況を把握しておらず、同様にスタジアム内の警備主任のグリーンウッド警視はスタジアム外での混雑状況を把握していなかった。

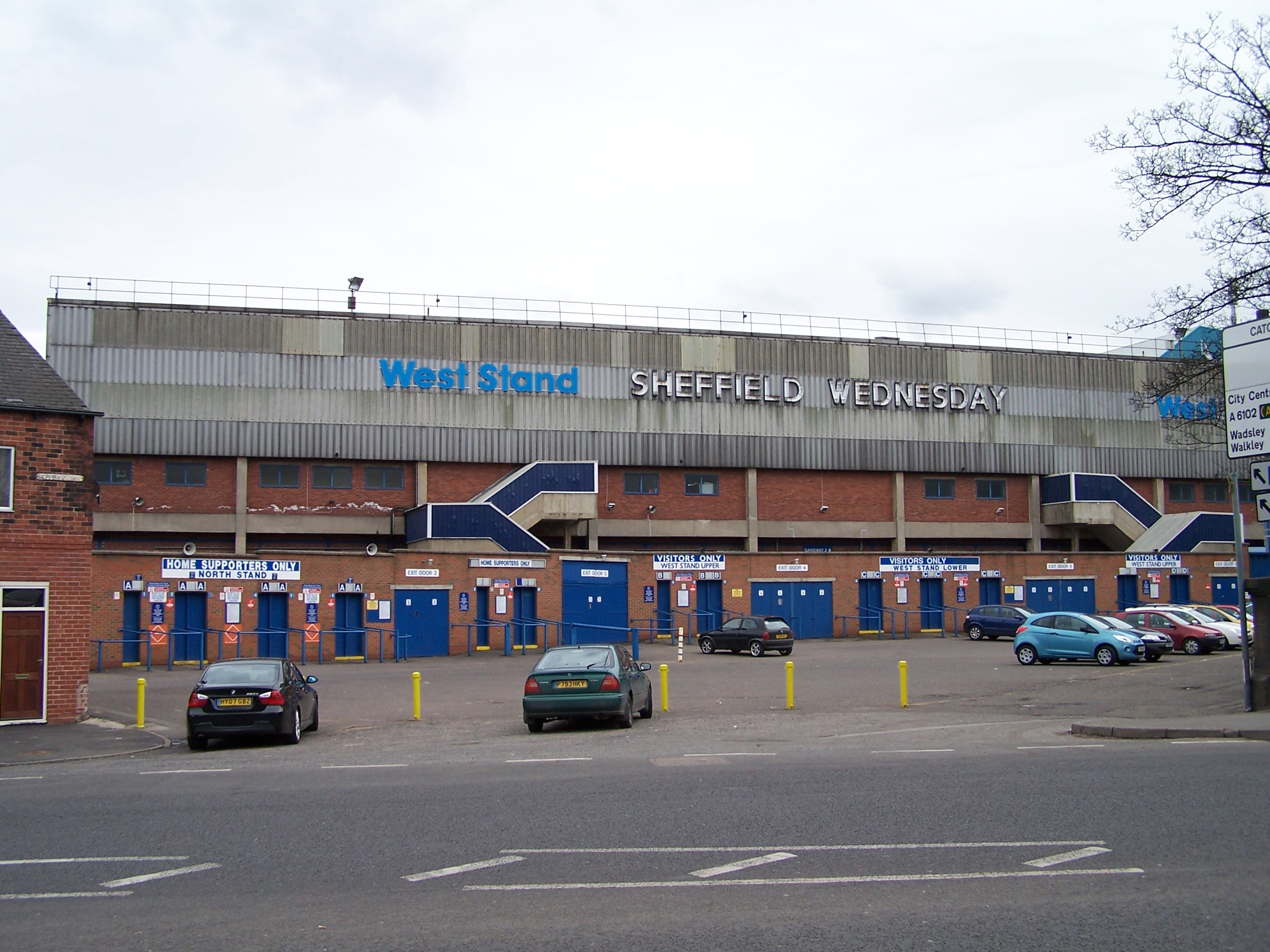
レッピングス・レーンに面した入場ゲートの全景。事故直前の14時30分頃からゲート周辺には大勢のサポーターが滞留した。

14時50分、「テラス」の中央部に位置する第3・第4ブロックは既に満員のサポーターで溢れかえっていたが、その一方でスタジアムの外部には数千人のリヴァプールサポーターが入場できない状況にあった。なお第3・第4ブロックを併せた収容人数は公式には2,200人としていたが、3年前に設置された鉄柵は公式な安全基準を満たさないとして1,600人にまで削減するように求められていた。ダッケンフィールドは警備本部からの展望および監視カメラからの映像により「テラス」の状況を把握できる立場にいたが、マーシャル警視の要請に応じて退場者専用に設定されたCゲートの開放を許可した。
なお、ダッケンフィールドとそのアシスタントのマレー警視はCゲートの開放による第3・第4ブロックへの影響を予測していたというが、新たに入場する群集の流れに対応するための具体的な指示は下さなかった。また、Cゲートの開放について場内のグリーンウッド警視に対して一切通知はなく、クラブの指令室もレッピングスレーンの入場ゲートに配置された係員の主任に対しても通知はなかった。
14時52分、ダッケンフィールドの許可の下でCゲートは開放され、スタジアム外に溢れていた大勢のサポーターは入場を始めた。これにより約2,000人のサポーターの安定した流れが、14時52分から約5分以上かけて「テラス」の中央部に繋がるトンネルへと注ぎ込まれた。また、Cゲートの開放により入場した多くのサポーター達はチケットを事前に所持していた可能性が高いが、チケットを所持せずに入場した者も間違いなく数人は含まれていた。この流入により第3・第4ブロックはサポーターで過密状態となり身動きがとれなくなるなどの深刻な状況に陥り、密集度の低い第1・第5ブロックへと避難する者やフェンスによじ登り難を逃れようとする者が続出した。なお、Cゲートが開放されてから試合開始までの時点で安全基準の2倍にあたる約3,000人のサポーターが寿司詰めになっていたと推測されている。
14時54分、第3・第4ブロックへの流入の直後、選手入場が始まると通常の試合通り歓声で沸き立ったが、スタジアムの熱狂とは反対に一部のサポーターは自律的な行動や呼吸が困難な状態にあることに苦痛を感じていた。一部の者はピッチ上で警備にあたる警官に対し最前部のフェンスに取り付けられた扉（ゲート3、ゲート4）を開放するように訴えたが、サポーターの合唱と耳をつんざくような歓声にかき消されたため即座に認識されなかった。ゲート3は群衆の強度の圧力のため2度に渡り開かれたが、ピッチ上の警官により即座に閉ざされ、避難を試みたサポーターも急き立てるように押し戻された。一方、ゲート4は問題に気づいた警官によって数度に渡って開放され、それを介して避難する者が現れ始めたが、余力のある者は再びスタンド内に戻った。
15時00分、主審のレイ・ルイスの笛が鳴らされ試合が開始。第3・第4ブロックは依然として超満員の状態にあったが、開放されたCゲートからは次々に観客が押し寄せ、最前部にいた若いサポーター達は後方から押し寄せるサポーター達の圧迫によりフェンスに押し付けられ熱気と圧力のため気を失った。この時点で密集度の低い第2・第5ブロックへと柵を越えて避難する者が現れ始め、中には最前部のフェンスをよじ登りピッチへと逃れようと試みる者もいたが、ピッチへの乱入と考えた警官により追い返された。こうした立見席の最前部での困難な状況について後部で観戦する多くの者達は知り得ることはなかった。

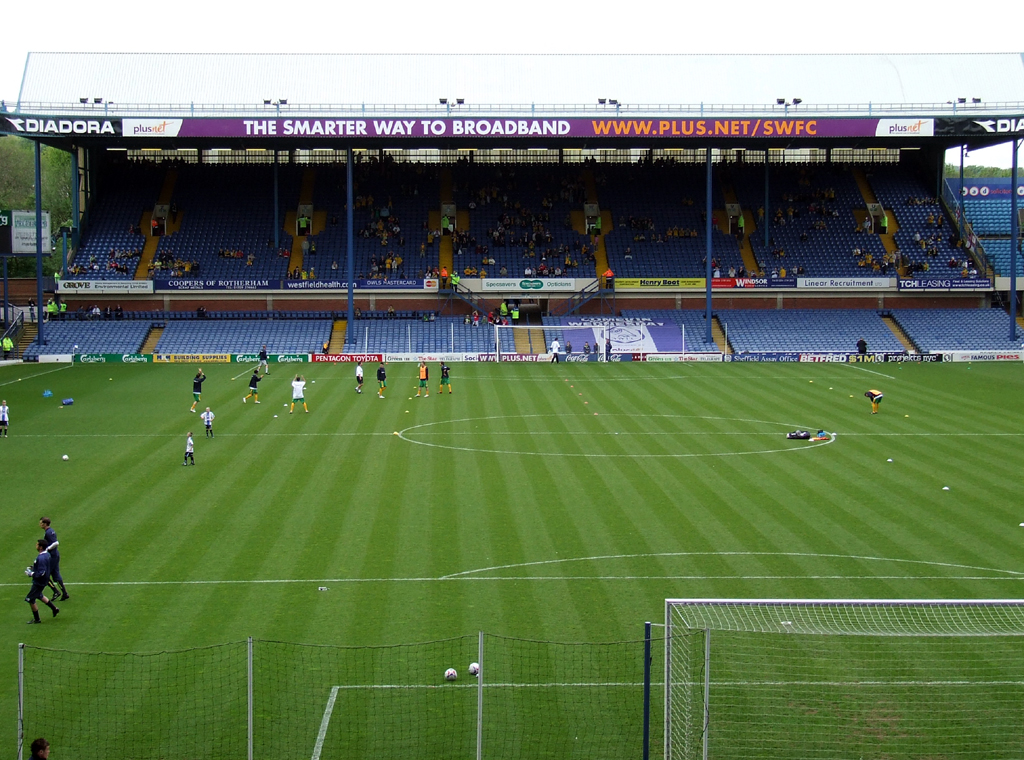
事故現場となったアウェイ側スタンドの全景。スタンドは上段の「西スタンド」と下段の「レッピングス・レーン・エンド」の2層に区分されており下段は全て立見席だった。立見席の中央部にあたる第3・第4ブロックに警察の誘導ミスもあって収容能力を上回る大勢の観客が押し寄せたことにより多数の死者を出す惨事となった。

15時04分、リヴァプールのピーター・ベアズリーが放ったシュートがクロスバーに直撃すると歓声が上がり、この歓声と共に第3・第4ブロック内では群集による大きなうねりが発生した。第3ブロック内では観客が密集し安全基準を上回る荷重が掛かったことによりブロック内を隔てていた安全柵が崩壊。これにより第3ブロック内で将棋倒しが発生し、観客は互いの体に押しつぶされた。この時点で「テラス」の上段にある2階席へとよじ登り難を逃れようとする者が続出した。
その頃、指令室では第3・第4ブロックからピッチ付近へ逃れようとするサポーターの存在を把握していたが、群集圧力から逃れるための一時的な避難ではなく、試合運営を阻害するためのピッチへの乱入であると認識していた。そのため、スタジアム内に併設された体育館に待機する遊軍および他の配置場所から動員可能な警官に対し、ピッチへの出動を要請した。一方、スタジアム内の警備主任のグリーンウッド警視は過密状況を把握し、指令室に対し無線を使い試合の停止を要請したが受信されなかったため、腕で合図を送った。ダッケンフィールドは副審を介して試合を停止させるためマレー警視をピッチへ送り出したが、グリーンウッド警視は試合を停止させるためマレー警視の到着を待たずに主審の下へ向かった。
15時06分、グリーンウッド警視がピッチ内にいるルイス主審に向かって駆け寄り試合中止を指示、これを受けて主審は試合の中止を宣言した。第3・第4ブロック内にいた犠牲者は直立のまま意識を失っており、瞳孔が開きチアノーゼ反応を起こし嘔吐や失禁をした状態だった。それらの死体の山は最前部のフェンスに取り付けられた扉（ゲート3）付近に堆積していた。
ゲート3付近は死傷者と生存者が混在した状況となり、これらを速やかに移動させなければならなかったが、現場の警官達は効果的な行動を即座に採らなかった。一部の警官とサポーターは救助のために行動を起こしたが、出入り口が少ない上に密集状態のために行動範囲も狭まっていた。この後、体育館から多くの遊軍の警官が到着すると、フェンスの上に生存者を助け上げ、ピッチへと避難した負傷者に対応するなどの救助活動を行った。
負傷者は立見席最前部の2つの狭い扉（ゲート3、ゲート4）を介してピッチ上に運び出されたが、その多くは意識がなく、数人は呼吸が停止し、数人は心臓が停止していた。そのため、これらの人々に対して緊急蘇生が必要なことは明白だった。スタジアムの救急活動は主にセントジョン・アンビュランスの救急隊が担当し、約30人（そのうち5人が見習い）のスタッフが待機していた。さらに深刻な緊急事態に備え4人のサウス・ヨークシャー救急サービスのスタッフが待機していた。緊急を要する負傷者の数は救急スタッフの数を大幅に上回るものだったが、その場に居合わせた警官や観客（試合観戦に訪れていた医師や看護師を含む）の協力によって補われた。
一方、一部のサポーターは感情的になり警官と対立、事故現場を収めるカメラマンが救助活動を妨害したとして批判が沸き起こるなど混沌とした状態となった。
15時12分、交通課の責任者がピッチに到着すると、救助活動を簡素化するため機械的手段または人力でピッチとスタンドを隔てるフェンスの切除を行うように指示。この試みは成功し第3・第4ブロック内にいる負傷者の救助が行われたほか、最後尾に残るサポーターを説得し出口へと通じる通路を確保した。サポーター達は応急措置としてスタジアムにある広告看板をストレッチャーの代用とし、負傷者の搬出と人工呼吸や心臓マッサージなどの応急手当てが行われた。
15時15分、ダッケンフィールドは負傷者がピッチに運び出されるまで事態を理解しておらず、その後も事故の規模や問題の本質を認識できないままだった。FAの最高経営責任者であるグレアム・ケリーやシェフィールド・ウェンズデイの関係者が情報収集のために指令室を訪れた際、ダッケンフィールドは「死者が発生したため試合中止の可能性が高い」と伝えると共に、Cゲートに設置されていた監視カメラからの映像を指し「リヴァプールサポーターが入場ゲートを破壊して場内に突入した」と説明した。ケリーはこの直後にラジオ局のインタビューに応じ、ダッケンフィールドから得た情報を警察見解として語った。ダッケンフィールドによる根拠のない主張はやがて事故原因についての重要な解釈として国際的に広まった。
15時17分、15時13分にレッピングス・レーンの入場ゲート、15時17分にペニストン・ロードの入場ゲートに救急車が到着を始め、合計42台の救急車が到着し、事前の大規模災害計画で指定された停留所に待機していた。そのため、サポーター達は応急の担架や広告看板を用いて負傷者を救急車まで運び出したが、北スタンド脇の体育館に運ぶように一旦指示をされた。負傷者は一時的な遺体安置所に指定されていた体育館の一画に運び出された後、16時30分までに約172人が近隣の病院へ搬送された。
消防隊は試合会場には待機していなかったが、大規模災害計画では全ての緊急サービスに対し待機態勢を採るように定められており、緊急通報後の15時22分にレッピングス・レーンとペニストン・ロードの入場ゲートに到着した。到着時、入場ゲートの警官は消防隊の出動要請を知らず追い返そうとしたが、より多くの緊急蘇生を求める別の警官からの要請に応じて、それぞれが酸素蘇生器を場内に運び入れピッチ上、あるいは体育館内で救急活動を行った。彼らはフェンスの切除を行うための切断機を装備していたが、最後の死傷者はスタンドから、この時すでに運び出された後であったため必要とされなかった。
15時30分、観客に対し医療支援の遅れやピッチを清掃するための場内放送が間隔を明けて行われたが、その一方で事故報告や状況説明は行わないままだった。これはダッケンフィールド警視正が観客に何らかの情報を与えた場合、敵対的となることを恐れたための措置で、結果として観客の大多数は状況を把握できないまま取り残されていた。特にノッティンガムサポーターはリヴァプールサポーターによるピッチ侵入やその他の不正行為があったものと誤認し、相手を非難する歌を歌い続けた。これに対し、すでに感情を取り乱していた数人のリヴァプールサポーターはノッティンガムサポーターの挑発に応じて彼らが陣取るスパイオン・コップの方へ向かおうとしたため、警察はピッチ上を横切る形で警官を配置して非常線を張った。こうした大掛かりな対応はリヴァプール側に対する侮辱と見做され、救急活動を望んでいた人々を失望させると共に警察に対する反感が強まった。
15時40分、英国放送協会 (BBC) のアラン・グリーンは生放送の番組内において「未確認情報だが、リヴァプールサポーターによってゲートが破壊された」と報じた。この後、BBCからは「多くのチケット未所持者がゲートを突破した」や「ゲートは警備スタッフにより開かれた」と報じられるなど情報が錯綜したが、夕方になりSYP署長のピーター・ライトは「何千人ものリヴァプールサポーターの来場の遅れに起因するスタジアム外の混雑を解消するため警官の指示でゲートが開かれた」という見解を示した。
15時56分、リヴァプールを指揮するケニー・ダルグリッシュとノッティンガムを指揮するブライアン・クラフの両監督は指令室からサポーターを鎮静化するための場内放送を行うように依頼を受けた。ダルグリッシュはこれに同意しサポーターに対し落ち着きを求め、警察などによる救急対応に協力するように依頼したところ、おおむね好評を得た。
16時10分以降、主催者側により試合中止が発表された。救急活動に関わった多くのサポーターは帰路に着いたが、安否を求める家族や友人は臨時のレセプションセンターに集まり始めた。個人の識別は事前に収められたポラロイド写真によって行われ、家族に対して警察から本人のアルコール摂取の有無についての尋問も行われた。こうした識別調査のため家族は4から7時間近くに渡り待機をさせられた。

### 犠牲者
この事故により4月15日のうちに10歳から68歳までの94人が死亡し766人が重軽傷を負ったが、4月17日に14歳の男性が病院で死亡し死者の数は95人となった。死者の多くはリヴァプールサポーターの若者や子供であり、そのうち7人が女性だった。年齢層別では20歳未満が38人、20代が39人、50歳以上は3人となった。死因は胸部を圧迫されたことによる酸欠や窒息が多く、内臓破裂や頭部を強打したことにより死亡した者もいた。骨折を負った者のうち13人は肋骨の骨折だったが、1人は大腿骨、1人は喉頭軟骨を骨折しており、これらの損傷は犠牲者がスタンドにいる間に踏みつけられた可能性を示唆している。
死者の多くは立見席の最前部で亡くなり、そのうちのほとんどが第3ブロックの最前部で亡くなったが、第4ブロックでは5人が、第2・第3ブロック後方部でも数人が亡くなった。証拠品や犠牲者の親族や友人の証言により死者のうちの16人から21人は14時52分にゲートが開放された後に入場した者だったことが判明した。また、病理学の臨床チームは死者の中から血液サンプルを採取したが、女性からはアルコールは検出されなかった。男性のうち51人からは10ミリグラム以下というごく微量のアルコールを検出したが、15人から80ミリグラム以上、6人から120ミリグラム以上のアルコールを検出した。
犠牲者の中には後にリヴァプールやイングランド代表の選手となるスティーヴン・ジェラードの従兄弟も含まれていた。従兄弟は当時10歳であり最年少の犠牲者となった。また、最年長の犠牲者は68歳の男性だったが、この男性は往年のリヴァプールの選手であるケヴィン・バロンの実兄だった。
事故当時17歳のトニー・ブランドは植物状態のまま生命維持装置が取り付けられ延命措置が施されていたが、両親や担当医師が彼の尊厳死を求める訴訟を起こした。これに対して男性の代理となる公選弁護人は「延命措置の停止は殺人に匹敵する」と主張し、審議は貴族院に持ち込まれたが1993年2月に両親と担当医師の訴えを認めた。この判決はイギリスの裁判所として延命措置の中止を命じた初の事例となっている。男性は同年2月22日に生命維持装置が取り外された後の3月3日に死亡が確認され、死者は96人となった。
生存者も事故時に負った怪我や精神的苦痛による後遺症に悩まされるケースが多く、1999年の時点で事故に起因して3人が自殺した。このほか精神科への通院、アルコール依存や薬物依存の発症、離婚などに至る者もいた。
2021年7月28日、リヴァプールの検死官裁判所は死因審問の結果、アンドリュー・ディヴァインを97人目の犠牲者と認定した。当時22歳で事故に巻き込まれたディヴァインは、胸部の圧迫により脳に酸素が供給されなくなり、言語機能に障害を負った。ディヴァインは家族の介護を受けスタジアム観戦が可能となるまで快方した後、同月に55歳で死亡したが、検死官は彼の死は不法殺害にあたるとした。

## 国際社会の反応
イギリス
マーガレット・サッチャー首相は事故の一報をニュースで知り事故原因の真相解明を指示。翌4月16日、サッチャー首相はダグラス・ハード内務大臣やコリン・モイニハンスポーツ大臣らと共に事故現場を視察し、サッカー観戦における新たな規制を設ける可能性を明らかにした。元首のエリザベス2世は4月15日にシェフィールド市長宛に見舞いのメッセージを送り弔意を示した。負傷者の入院する病院にはサッチャー首相、モイニハン・スポーツ大臣、チャールズ皇太子、ダイアナ妃らが見舞いに訪れた。同日に行われた犠牲者の追悼ミサにはリヴァプールのケニー・ダルグリッシュ監督やアラン・ハンセンをはじめとした選手らが出席、ダルグリッシュと彼の妻は1日あたり4件の葬儀に出席し弔意を表した。
 イタリア
4月19日、ミラノで行われたUEFAチャンピオンズカップ 1988-89準決勝第2戦のACミラン対レアル・マドリード戦では、試合開始から1分後に主審のアレクシ・ポネにより一時中断され犠牲者に対して黙祷がささげられた。観客からは拍手が送られ、リヴァプールの応援歌の一つである「ユール・ネヴァー・ウォーク・アローン」の合唱も沸き起こった。
国際サッカー連盟 (FIFA)
ゼップ・ブラッター総務主事は4月16日、「（1990-91シーズンから予定されていた）イングランドのクラブのUEFA主催の国際大会への復帰は厳しくなった」という声明を発表した。
欧州サッカー連盟 (UEFA)
マイグナー総務主事は、FIFAが厳しいコメントを残したのに対し「当面はイギリス政府とFAの対応を静観する」という方針を示した。一方、ジャック・ジョルジュ会長は4月17日にフランスのラジオ局のインタビューに応じ「イングランドのサポーターはまるで野獣だ。UEFA主催の国際大会への復帰はありえない」と発言した。これに対しイングランドのサッカー界を統括するFAや多数の犠牲者を出したリヴァプールの関係者は「犠牲者に不謹慎」「現実を知らない無責任な会長は即刻辞めるべきだ」と批判した。ジョルジュ会長は4月18日、FAのバート・ミリチップ会長に宛て「事故に衝撃を受けたあまり言葉が過ぎた」といった内容の謝罪文を送った。

## メディアの反応

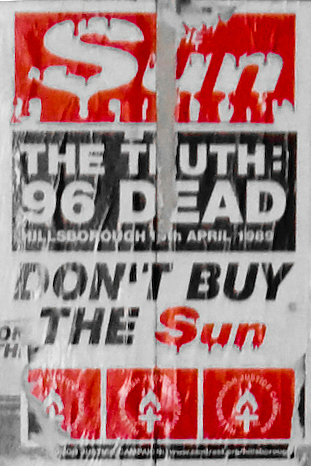
『ザ・サン』の購買ボイコットを呼びかけるポスター

4月16日、『サンデー・タイムズ』などの主要日刊紙は事故の内容を大きく報じる一方で警察の不手際と、これまで幾度かの事故が発生していたにもかかわらず抜本的な対策を怠っていた主催者側の姿勢を批判し、英国放送協会 (BBC) は「警察が14時52分に入場ゲートを開放しスタジアム外に溢れていた数千人のファンを入場させた判断は適切だったのか」について検証する番組を放送した。
4月17日、『シェフィールド・スター』や
『ヨークシャー・ポスト』や
『マンチェスター・イブニング・ニュース』などがリヴァプールサポーターの行為を批判するなど、彼らの責任を問う報道が多数を占めるようになったが、それらに共通するのは、サポーターの「来場の遅れ」「強引な入場」「チケットの未所持」「酩酊」により事故が誘発されたといった指摘だった。一方、試合当日の目撃証言からリヴァプールサポーターに責任を求める世論に疑問を呈する報道もあり、スタジアムに至るまでの動線や入場ゲート付近のボトルネックの未解消、Cゲート開放後の誘導員の不在など群衆管理の欠如に焦点をあてた。
4月18日、『シェフィールド・スター』は「リバプールサポーターが警官と救急隊を攻撃し、死者から物を盗んだ」とする記事を掲載。サウス・ヨークシャー警察連盟広報官のポール・ミダップや保守党議員のアーヴィン・パトニックはメディアの取材に対し、泥酔したサポーターにより事故が誘発されたという主張を繰り返した。

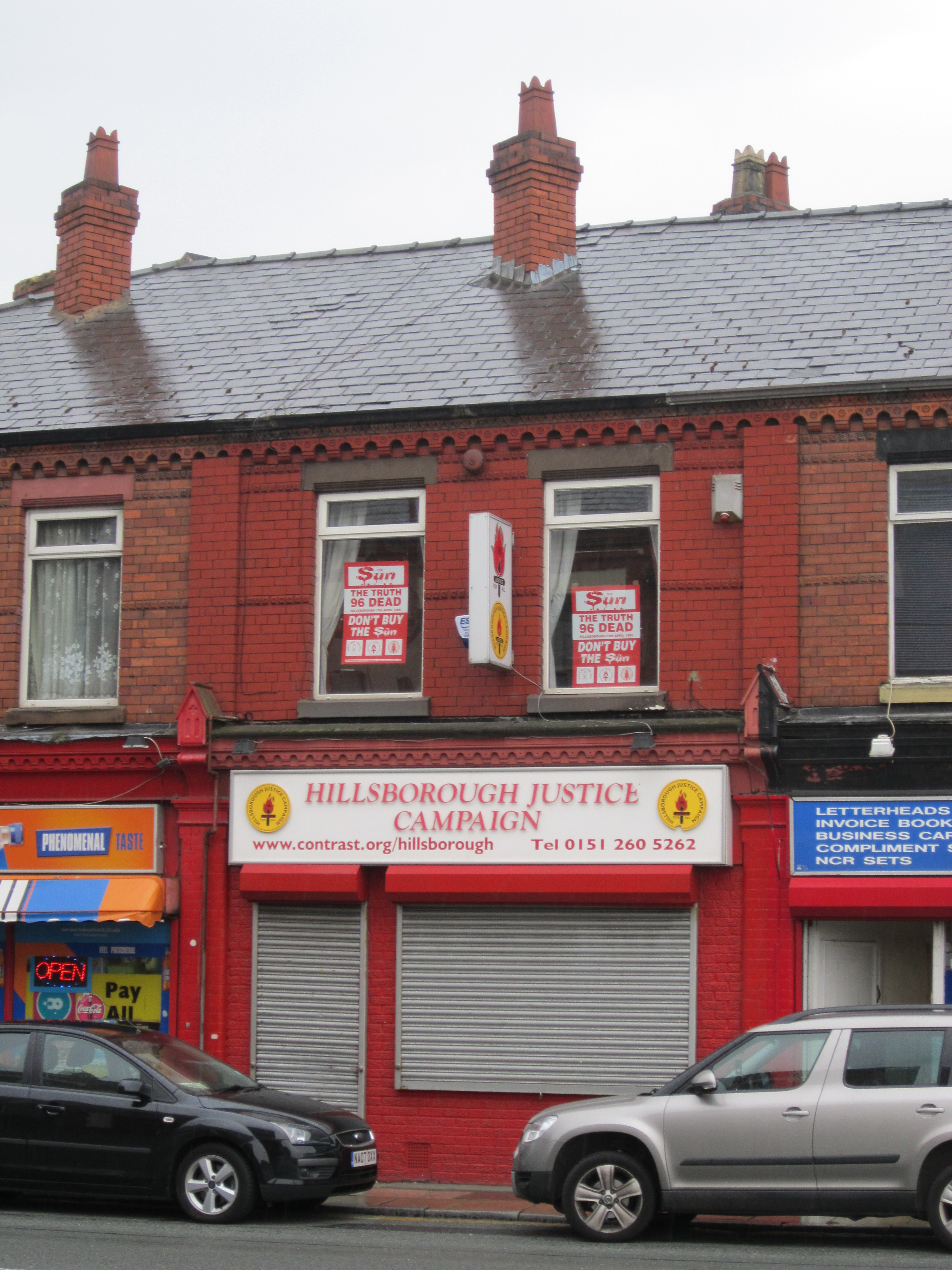
ヒルズボロ・ジャスティス・キャンペーン本部に掲げられた購買ボイコットポスター

4月19日、『シェフィールド・スター』以外にも大衆紙の『デイリー・エクスプレス』や『デイリー・ミラー』など多数のメディアが、サポーターの暴力性と飲酒に原因を求める記事を掲載したが、大衆紙の『ザ・サン』に掲載された記事は最も衝撃的なものだった。記事は同紙編集者のケルヴィン・マッケンジーによる署名入りで「The Truth」（真実）と題し、「昨晩、酩酊したサポーターの悪意が被害者を救出しようと試みる者に対して向けられていたことが明らかとなった」「警官や救急隊員や消防士は群集のフーリガニズムにより殴る蹴るの暴行を受けた上に、排尿された」「一部の凶悪犯がピッチ上に並べられた負傷者のポケットを物色した」「恥ずべき話だがリヴァプールのギャングは、徹底的に踏みつけられ着衣の乱れた瀕死の少女へ懸命に心肺蘇生を試みる警官に対し、性的な言葉で罵倒した」といった内容が掲載された。この報道はリヴァプール市民の反発を招き、遺族からは記事の信憑性を求める問い合わせや抗議が相次いだ。編集長のウィリアム・ニューマンは数日以内に遺族を含め抗議した人々に手紙で返信したが、「記事の掲載により多くの人々が感情を害したことを認め謝罪する。ただし、内容について謝罪することはできない。それはリヴァプール市民を越えたより多くの市民に対する責任の放棄である」として謝罪を拒否した。報道後、リヴァプール市内の新聞販売店は同紙の在庫を廃棄し、さらに市民により購買をボイコットする活動が展開された。
サポーターが人道に反する行為を行ったとする報道は裏付けとなる証拠が見つからなかったことから、4年後の1993年1月に編集者のマッケンジーが「記事は基本的に間違いだった。警察関係者の同意がなければ、掲載は行っていなかっただろう」と謝罪した。さらに15年後の2004年7月に「歴史上において最も酷い間違い」とする一面記事を掲載し謝罪したが、事故前までリヴァプール地域において平均20万部を売り上げていたのに対し、同年の調査ではボイコット運動の継続により平均1万部にまで減少した。
『ザ・サン』を傘下に置くニューズ・コープの副最高執行責任者であるジェームズ・マードックは2011年11月、「記事は間違いだった。22年前の私はまだ若く、遠く離れた場所にいたために関係を持たなかったが、記事の掲載により人々に苦痛を与えたことは認識している」と謝罪した。

## 対応
リヴァプールのジョン・スミス会長は4月16日、フットボールリーグやFAカップの試合参加を当面の間は延期することを発表。FAはヒルズボロの犠牲者に対し喪に服すため、リーグ戦を2週間延期した。中止されたFAカップ準決勝について、リヴァプールはFAから再試合に応じるか回答を求められていたが、遺族からの要望もあり出場が決定した。再試合は5月7日にマンチェスターのオールド・トラッフォードで行われることになった。

イギリス政府はサッカークラブやファンに対し次のような発表を行った。
また、今回の事故で問題となったフェンスの是非についてFAは各クラブ、警察署、消防署の判断に任せるとした。これを受けてリヴァプール、トッテナム・ホットスパー、ダービー・カウンティの3クラブとウェンブリー・スタジアムが鉄柵の全面撤去を決定。また、リヴァプールは1990年中に全席を椅子席に改修することを発表した。
4月17日、ダグラス・ハード内務大臣は、シェフィールド・ウェンズデイの運営するサッカースタジアムでの事故調査を行い、それを踏まえスポーツにおける群衆制御と安全の必要性について提言を行う目的のため、ピーター・テイラー判事を責任者に任命した。当日のスタジアム警備を担当したサウス・ヨークシャー警察 (SYP) は初期段階から職務遂行能力に対し異議が唱えられていたため、事故捜査と証拠の収集に関しては独立した警察によって実施されることに決定した。4月24日に内務大臣はウェスト·ミッドランズ警察 (WMP) に対しテイラーの調査に協力するように指示すると、WMPはフリーダイヤルを用いて一般市民からの情報提供を呼びかけると共に、当日の模様を収めた71時間分の証拠映像を入手、5月15日から6月29日にかけて行われた公聴会では174人の目撃者からの証言を得た。WMPはテイラーの調査に引き続き公訴局長の調査や、1990年から始まった死因審問の調査にも協力した。さらにテイラーは報告書の作成にあたり、シェフィールドに研究所を置く安全衛生庁 (HSE) から広範囲に渡る技術的な問題に対する支援を受けた。
SYPも事故後すぐに内部調査班を設置してWMPからの協力要請に応じたが、内部調査報告書の内容は多数のチケット未所持者や泥酔したサポーターなどによる積極的かつ予期せぬ群集行動が事件の重要な要素になったことを強調すると共に、スタジアムの構造的欠陥を指摘するものだった。

## 試合
| 1989年4月15日 |

| ノッティンガム・フォレスト | 中 止    | リヴァプール |
|                            | レポート |              |

| ヒルズボロ・スタジアム 観客数: 53.000人 主審: レイ・ルイス |

再試合
| 1989年5月7日 |

| リヴァプール                                    | 3 - 1    | ノッティンガム・フォレスト |
| オルドリッジ 3分, 58分 · （ロウズ） 72分 (o.g.) | レポート | ウェブ 33分                |

| オールド・トラッフォード 観客数: 38,000人 主審: レイ・ルイス |

再試合は5月7日にマンチェスターのオールド・トラッフォードで行われ3-1でリヴァプールが勝利、決勝ではエヴァートンを延長戦の末に3-2で下し1985-86シーズン以来、4度目の優勝を果たした。

### 1988-89シーズンの影響
ヒルズボロ・スタジアムでの事故を受けてリーグ戦は2週間延期された。これにより4月23日にホームで行われる筈だったリヴァプール対アーセナル戦は5月26日に日程が変更されたが、リーグ最終戦として行われたこの試合は首位のリヴァプールを勝ち点差3で追うアーセナルとの優勝を賭けた直接対決となった。リヴァプールは1点差でアーセナルに破れても優勝が決まる条件だったが、試合は52分にアラン・スミスの得点でアーセナルが先制すると、アディショナルタイムにマイケル・トーマスの得点でアーセナルが更に1点を追加して2-0で試合終了。得失点差で両チームは並んだものの総得点で上回るアーセナルが優勝した。リヴァプールはFAカップ決勝で延長戦を戦った3日後に試合をこなし、その2日後にこの試合を迎えるなど、過密日程が響いた形となった。

## テイラー・レポート

### 中間報告書
事故調査を担当した控訴院のピーター・テイラー判事は8月4日に中間報告書を発表し事故発生の直接原因として、警察が当日の14時52分にCゲートを開放した際に既に満員の状態だった第3・第4ブロックへ通ずる通路を封鎖し、他のブロックへ誘導する対応を怠った点を指摘した。テイラーはフーリガニズムは主要な役割を果たしておらず、真の原因は過密状態と警察による群衆制御の失敗であると結論付け、これらの判断を主導したダッケンフィールド警視正を「最大級の大失態」として厳しく非難した。さらに、警察によるスタジアム外に溢れていたサポーターの誘導の不備や、事故発生後の対応の遅れ、スタジアムの所有者であり主催者のシェフィールド・ウェンズデイの維持、保全、管理責任、安全証明書に関する対応を怠りスタジアムの様々な構造的問題を長年に渡り黙認したシェフィールド市議会、警察と緊急サービス間の不十分な協力姿勢、などについても非難する内容となった。
これにより「ヒルズボロの悲劇の責任はリヴァプールサポーターにある」との疑惑や、「ヘイゼルの悲劇」に代表されるフーリガニズムとの関連性についての指摘も払拭した。
一方、サウス・ヨークシャー警察は事故原因として「リヴァプールサポーターの来場の遅れ」を挙げ「彼らの多くは酩酊し非協力的で、尚且つチケットも所持していなかった。彼らが試合開始時間までに入場しようと試みたため入場ゲートでの混雑を誘発した」と主張していた。これに対し、テイラーは様々な要点を示して警察側の主張を否定した。
来場の遅れ
「交通渋滞が重大な影響を及ぼしたとは考えにくい。確かに来場ルートに想定されたM62モーターウェイでは道路工事が行われ4車線が2から3車線に変更されていたが、重大な遅延は報告されていない。また、M63モーターウェイとA560ロードのジャンクション付近で渋滞が発生したものの14時20分までに解消され、来場に影響は与えなかった」
「14時30分から14時40分の間に到着した人々が遅れたか否かは非常に討議をされた。チケットには、その所持者に対し単にキックオフの15分前までに入場することを求めており、立見席の観客が14時30分から14時40分の間に回転式改札に到着することは不合理ではない」
酩酊は混雑の主要因か?
「14時30分または後に到着した多くの人々はパブで飲むか、酒屋で購入するか自宅から持ち出すかして飲み物を携帯していたが、大多数が酔ってはいなかったし酩酊さえもしていなかった。この証拠に関して私は納得している。私の考えでは一部の警官は彼らの群衆制御の失態を正当化するため、群衆の中の酩酊の要素を過大評価したのだ。確かに群衆の中には酒の勢いで威勢を示し、群集の背後から押し合い混雑を悪化させた若者はいた。しかし、現場の主任クラスの警官並びに民間の目撃者の証言によると、それらは少数だった」
チケットの未所持者は混雑の主要因か?
「クラブの電子モニターシステムと、安全衛生庁 (HSE) の分析から得られた数値は、多くの人々がチケット未所持では入らなかったことを示唆している。それらは回転式改札口AからGを通過した人々にゲートCを通過した人々を加えた数が、チケットが販売されたテラスの収容能力10,100人に相当することを証明した。
回転式改札口AからGに入場したサポーターについて、クラブの記録上は7,038人と不完全なものだった。そのため、HSEが監視カメラからのビデオ映像を使い計測を行ったところ、回転式改札口AからGを通過した者は7,494から最大で7,644人、（14時52分に開放された）Cゲートを通過した者は2,240から最大で2,480人であり、合計すると9,734から最大で10,124人であることが確認された」
このなかでHSEは、10,100人のチケット所持者をCゲートを開放せずに入場させることができた時間についてはキックオフの40分後、つまり15時40分であると分析した。また、テイラーは中間報告書の中で事故当日に救急、救助活動に関わった若い警官について「困難な状況の中で英雄的な努力をした」と評したが、65人の警察幹部については「残念ながら彼らの証言の質は多くの場合、その肩書に反比例する」と評した。
このほか、救急隊や消防隊に対しても一部の医師から「到着の遅れ」「除細動器の欠如など不十分な医療機器」「トリアージの欠如」が指摘されていた。これに対し、テイラーは警察と緊急サービス間のコミュニケーション不足は認めたが、「待機態勢を取る3つの救急隊は通報後、適切な器材を装備し、それぞれが効率的な活動を行った」「人々が密集した状況下で除細動器を使用した場合、感電受傷を招く危険性がある」「いかなる競技場においても、大災害に対応可能な医療設備を有すると想定することは不合理だ。あらかじめ100人以上の犠牲者を想定し、十分な器材と医療スタッフを配備することは実用的ではない」として退けた。

### 最終報告書
1990年1月に発表された最終報告書では将来のための群衆制御と安全の必要性に焦点を当て
とサッカー界の問題点を指摘。その上で「安全対策上の最善の方策ではない」と前置きをしつつ「立見席の廃止と椅子席の導入を達成することで、より多くの結果をもたらす」として、イングランドとスコットランドの1部リーグと2部リーグに所属するサッカークラブの使用するスタジアムに対し「テラス」の廃止を提唱した。また、サッチャー政権下で協議が進められていたIDカード導入計画については入場ゲートでの混雑を更に誘発するだけだとして否定する一方、「サッカー観戦者法」 (Football Spectators Act 1989) の中で定められた「スタジアム内でのアルコール類販売禁止」「危険物持ち込み禁止」の内容を支持した。また、スタジアム内での猥褻表現や人種差別的行為などのサポーターによる問題行動に対し新たに法規制を設けるように提案した。

### 反応
イギリス政府
最終報告書を受けて政府はスタジアムの建設基準を改正し従来の立見席を廃止し椅子席に改修することを義務化。フーリガン対策として設置され事故の要因となったフェンスは廃止され、それに代わる対策として監視カメラがスタジアム内の各所に設置されることになった。IDカードの導入については最終報告書を受けて撤回する決定を下したほか、スタジアム内でのサポーターによる問題行動への措置については1991年に「サッカー犯罪防止法」(Football (Offences)  Act 1991) として法制化された。
マーガレット・サッチャー首相らは事故現場を視察した際、警察関係者から「事故は酩酊した暴徒によるもの」との説明を受けており、政府内にはテイラーに対する不満が存在したという。2012年に独立委員会により公表された報告書によれば、サッチャーはテイラー・レポートが「警察に対する痛烈な批判」によって構成されていたことに対して懸念を表明したが、その一方でサウス・ヨークシャー警察 (SYP) 幹部の防御的で欺瞞的な姿勢も認識していた。政府としての最優先事項はフーリガン対策であったため、SYPを擁護しようとはせず同署長のピーター・ライトの辞任は免れないものと考えていたが、SYPによって拒絶された。
サウス・ヨークシャー警察
中間報告書の内容は警察幹部の証言を誇張であると非難し、リヴァプールサポーターの振る舞いは事故において何ら役割を果たしていないと断じるもので、SYPにとっては不本意なものだった。そのためテイラーに反抗する目的のため保守党議員のマイケル・シャーズビーを招き入れると、シャーズビーを議長とするサウス・ヨークシャー警察連盟会議は中間報告書の内容は不当に偏っているものであるとして否定した。さらに、ライト署長は記者会見において中間報告書の内容を批判し「死因審問では異なる状況となるだろう」という見解を示した。

## 裁判に関する動き

### 公訴局長による判断
テイラー判事により報告書が提出されたにもかかわらず、1990年8月14日に公訴局長は証拠不十分を理由にいかなる個人や団体に対し刑事告訴を執り行わない評決を下した。公訴局長は事故に対する責任は警察、クラブ、イーストウッド&パートナーズの技士、シェフィールド市議会にあることを認識していたが、その最も重要な部分が警察に起因していたため、過失致死傷罪またはその他の罪で立件することはできなかったと考えられる。

### 死因審問
犠牲者の死因を究明する死因審問はステファン・ポッパー検死官が責任者に任命され、同年4月18日から5月4日の予備審問を経て、11月19日に開始されたが、「すべての犠牲者は15時15分の時点で死亡したか脳死状態だった」として審理の範囲を限定した。この「15時15分の区切り」についてポッパーは、全ての犠牲者が呼吸停止を始めた時間を試合が中止された15時6分に固定、致命的な脳障害が4から6分の間で発生したと見做し、病理学者らの判断も支えとなり最終的に15時15分を越えて生存する可能性も回復する見込みもなかったと結論付けた。ポッパーの主張は個々人が適切な医療や処置介入を受けた可能性を含め、死亡時の特定の状況の重要性を無視したものだったが、1991年3月28日に7人の男性と4人の女性で構成された陪審団は9対2の過半数でポッパーの検死結果を支持し、全員事故死とする評決を下した。これに対し6人の遺族はポッパーの検死結果と評決に異議を唱え、新たな審理を求める活動を始めたが、1993年11月に高等法院によって棄却された。

### 警察苦情局による勧告
1991年7月11日、警察苦情局は警備責任者のダッケンフィールド警視正とそのアシスタントを務めたマレー警視に対し、「職務怠慢」を理由に懲戒処分を受け入れるように勧告した。これに対してダッケンフィールドは病気療養を理由に退職すると、1992年1月にマレーへの単独の処分を見送る決定が下された。

### スチュアート・スミスによる調査
1996年、ジミー・マクガヴァーンの脚本による「ヒルズボロの悲劇」についてのドキュメンタリードラマが放送され世論の関心を集めると、ジャック・ストロー内務大臣は事故原因の再調査を指示した。スチュアート・スミス主席判事が新たに任命され、これまでの死因審問では提出されなかった数十の新たな重要証拠や目撃証言の精査を行ったが、「新たな証拠は見つからなかった」と結論付けた。この調査結果を受けてストロー内務大臣は新たな審理の再開を否定した。

### 警備責任者に対する訴訟
1998年8月、遺族は事故の際に治安維持の最高責任者だったダッケンフィールド警視正と、彼のアシスタントを務めていたマレー警視に対する私人訴追の手続を開始し、2000年2月16日に殺人罪と不正行為で告訴した。同年6月6日に開始された裁判では被告側の過失や危険の予見性が争点となり、起訴側が「事故時の警察の失敗は一瞬の判断に直接起因するのではなく、安全性や対話を軽視した怠慢な姿勢にあった」と主張したのに対し、被告側は「スタジアムの歴史上前例のない、独特で予知のできない物理現象が起こった」と主張した。一方、裁判を担当したアンソニー・フーパー判事は「我々が日常生活において行う判断の多くは、誤りであって怠慢ではない」とそれぞれの違いを指摘した上で、「事故があったという単なる事実によって2人の被告の過失を見出すことはできない」という立場を採り、危機的状況時の怠慢という点のみでは重罪とすることは難しいと考えていた。6週間の審議の結果、マレーは無罪となったが、ダッケンフィールドについては規定時間内に陪審員の評決がまとまらなかったとして、陪審を解散させた。この判断に対し弁護側も詰め寄ったが再審については「公正な裁判は不可能である」として拒否した。

### アン・ウィリアムズによる訴訟
2006年、遺族のアン・ウィリアムズは、事故当時15歳で亡くなった息子の検死結果を不服として欧州人権裁判所に提訴した。事故後の検死結果ではすべての犠牲者が15時15分の時点で死亡したか脳死状態だったとされていたが、ウィリアムズは「息子は16時の時点まで生存しており、外傷性窒息で死亡したのではなかった」と主張していた。2009年3月、同裁判所は「遺族の異議申立て期間が終了した」ことを理由に訴えを退けた。

## 追悼式典

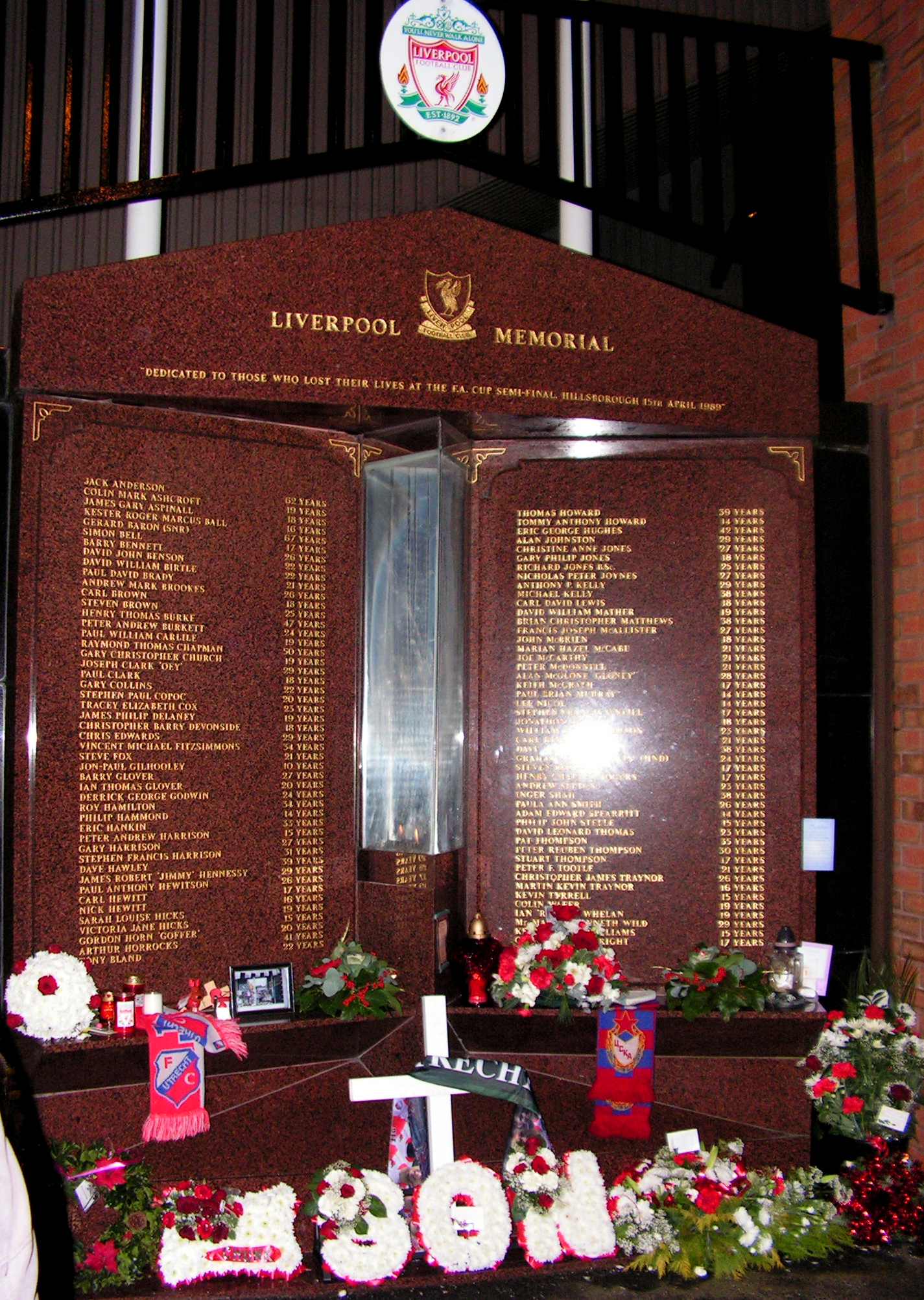
リヴァプールのホームスタジアム「アンフィールド」に併設されている記念碑。

1999年4月15日にリヴァプールのホームスタジアムであるアンフィールドで行われた10周年追悼式典には約1万人のファンが参加した。犠牲者を弔うためのロウソクに火が点火され、10年前の試合と同じ審判のレイ・ルイスの笛と共に試合が中止された15時06分の時間に合わせて黙祷が捧げられた。式典にはジェラール・ウリエ監督、現役選手のロビー・ファウラーやスティーヴ・マクマナマン、OBのアラン・ハンセンらが参加。司教により犠牲者の名前が読み上げられ、「ユール・ネヴァー・ウォーク・アローン」を合唱して式典を終えた。
式典に際してトニー・ブレア首相は「10年前の事故を反省するために時間がかかることは、きわめて妥当である。我々はあの日の出来事を決して繰り返してはならない」とメッセージを送り、式典に参加したトニー・バンクススポーツ大臣は「サッカーファンの記憶から決して消し去ってはならない」とコメントした。
2009年4月15日に同じくアンフィールドで20周年追悼式典が行われ、リヴァプールのラファエル・ベニテス監督や選手や関係者のほか、エヴァートンのデイヴィッド・モイーズ監督など約2万5千人のファンが参加した。10周年式典の際と同様に試合の中止された時刻と同じ15時6分には、リヴァプール、ヒルズボロ・スタジアム周辺、ノッティンガムで2分間の黙祷がささげられ、犠牲者の名前が読み上げられ教会の鐘が鳴らされロウソクに火が燈された。式典の際にはエリザベス女王とゴードン・ブラウン首相からのメッセージが読み上げられたが、文化・メディア・スポーツ省のアンディ・バーナム大臣がメッセージを読み上げた際には「96人への正義」を求めるサポーターの歌声により中断される一幕もあった。こうした反応に対してバーナムは、遺族や生存者らによる活動を支持し、労働党議員のマリア・イーグルらと共に全記録文書の公開について政府内で働きかけていく旨を約束した。

## 再調査

### 経緯
事故から20周年を迎えるにあたり、ヒルズボロ・ファミリー・サポート・グループ (HFSG) を含めた活動家たちは、事故に関するいくつかの重要証拠が長きに渡って秘匿されていることを理由に、全ての記録文書の公開を求める活動を始めた。2009年4月15日に行われた20周年追悼式典の翌日、文化・メディア・スポーツ省のアンディ・バーナム大臣は閣議において全記録文書の公開についての問題を提起し、政府はこれを検討することに同意。ゴードン・ブラウン首相は内務省と文化・メディア・スポーツ省に対し、情報公開のための最善の方策を調査するように要請した。
この問題を統括するアラン・ジョンソン内務大臣は、同年12月15日にリヴァプール教区のジェームズ・ジョーンズ司教を委員長とした7人のメンバーで構成される「ヒルズボロ独立委員会」を設立。政府は2011年8月に全ての記録文書の公開に同意し、同年10月17日に独立委員会に全文書を引き渡した。同委員会が未公開分を含めた45万ページにおよぶ文書を精査した上で、事故情報に関する一般公開の是非を決定するとした。
2012年9月12日、独立委員会による再調査報告書が公表された。報告書では従来の警備・運営上の不備に加え、スタジアム観戦の安全性の欠陥を新たな証拠を用いて明らかとすると、救急隊などによる緊急対応の不備も明らかとし、適切な医療装置を用いて迅速に対応していれば96人の犠牲者のうち41人の命を救うことができた可能性があると指摘した。
安全管理
「公共高速道路から回転式改札口への動線、回転式改札口の状態と妥当性、サウス・ヨークシャー警察 （SYP） とシェフィールド・ウェンズデイ （SWFC）係員の群衆管理、立見席（特に鉄柵の導入）の改修、安全柵の設置場所と状態、立見席中心部へ接近するための1/6勾配の下り坂トンネル、最前部のフェンスに設置された小さな非常口、立見席の各ブロックの収容数を把握するための正確なモニタリングシステム、これらの不備は有名だった。そして1987年と1988年の回転式改札でのトラブルは群衆安全に対するさらなる脅威となることを示した。危険性の問題は古くから認識されており、1989年の事故を事前に予測することは可能だった」
運営上の欠点
「新たな危機に対する対応力の欠如は組織内や組織間の緊張関係に根差していた。これらは主に群衆騒乱を前提とした警官と係員の思考、回転式改札口の混雑緩和のため出口ゲートを開放したことで招く結果を予測することへの怠慢、立見席の各ブロックへの群衆の配分と管理への怠慢、トンネルを閉鎖しなかった場合に立見席中心部で招く結果を予測することへの怠慢、立見席中心部での危機が群集騒乱よりむしろ過密状態の結果であったと理解することへの遅れに反映された」
慣習
「開示された記録文書はSWFCとSYPの群衆管理に対する責任について、1980年代を通じて持続的に曖昧だったことを示している。群衆管理は混乱の兆候を示す監視カメラからの映像を通して検討することができたが、こうした曖昧さは過去に発生した問題にもかかわらず解消されず、両者は1989年4月15日に立見席で発生した事故への準備ができていなかった。また、SYPの立場および関心事は『フーリガニズム』と『群集騒乱』の防止を最優先させることであった」
緊急対応
「多数の死傷者が発生した事態を想定した大災害計画は正常に機能せず、限られた部分のみ実行に移された。その結果として救急・救助活動は、リーダーシップの欠如、相互のコミュニケーションの欠如、死傷者や医療機器の優先順位の欠如などの影響を受けた」
「事故時の緊急対応はテイラー・レポートと死因審問の際に検討されたが、双方とも医学的証拠に基づき犠牲者の多くが初期段階で既に手の施しようのない状態だったと結論付けていた。より効果的な緊急対応が亡くなった一人一人の命を救えたか否かを立証することはできない。しかし、部分的窒息の状態にある一部の人々が長く生存していたとの証拠を考慮すれば、より迅速に、より適切に、より集中して、反応により集中して備えれば多くの命を救う可能性を秘めていた」
医学的証拠
「犠牲者のうち28人に関しては血液循環障害と外傷性窒息を負っておらず、窒息が致命傷となるまで非常に長い時間がかかった可能性があるという明確な証拠がある。また、31人に関しては心臓や肺が潰れた後も機能を続けていたが、これらのうち16人は長時間機能を続けていたとの証拠がある（何人かはグループ内で大きな位置を占めるため、28人に加えられることができない）」
「死因審問の際に検死官は、死亡したすべての人々の運命は事故の初期段階ですでに確定していたと主張し、医学的証拠との関係で当日の15時15分の区切りが必要であると規定した。亡くなった人々の何人かは無意識の重要な段階で蘇生することができたかもしれないが、反対に不適切な救命措置により気道閉塞を招いたかもしれない。個々人が異なる状況下で生き残ることができたかを確実に立証することはできない。しかし、部分的窒息の状態にあった一部の人々が生き残ることができたのは明らかである。関連する全記録文書の入手に基づき、人々の生死が15時15分の時点で必然的に決まり、その後に回復する見込みはなかったと結論付けることはできない」
このうち、生存の可能性を秘めた犠牲者の数について独立委員会の医療顧問を務めるビル・カーカップは「適切な救急処置を施した場合、41人に関しては15時15分の後も生き残る可能性があった」と語った。
また、同報告書では、批判の矛先を逸らすためにサウスヨークシャー警察によって隠蔽工作が行われたことも明らかにされ「警察が入手した164の証言のうち、警察側にとって好ましくない116の証言については削除や修正が加えられるなどの捜査資料の改ざんが行われた」「『ザ・サン』などによるリヴァプール・サポーター側に問題があったとする一連の報道は、警察関係者から地元紙の記者に提供された情報に基づくものだった」と指摘した。
証言の改ざん
「当初からSYPがリヴァプールサポーターの酩酊と攻撃性の要素を特別レベルであると見做し、多くがチケット未所持でスタジアムに遅れて到着したとの主張を確固とするために、入場を強行させたことは開示された文書から明らかである」
「事故から8年後、SYP幹部による証言内容は、弁護士とSYP幹部により編成されたチームの手書きの検閲を経て『回想』として改稿されることが初めて公に明らかとなった。いくつかのケースではテイラー・レポートに提出する以前の最初の証言内容を改めるように依頼された」
「前述のように大幅に修正された164の証言のうち、SYPにとって好ましくない116の証言は削除や修正が加えられた。その際、リヴァプールサポーターを非難した33の警官による証言も改められた」
虚偽報道
「事故後、メディアの中でも特に新聞はリヴァプールサポーターを迎え撃つ主張や、非難する報道を開始した。多くの新聞による事故前後のリヴァプールサポーターの行動に関する疑惑報道は、4月19日付けの『ザ・サン』において頂点に達した。開示された文書は、これらの疑惑の起源が数人のSYP幹部、サウス・ヨークシャー警察連盟広報官のポール・ミダップ、シェフィールド選出の保守党議員・アーヴィン・パトニックによって地元通信社に提供された情報に基づくものだったことを示している」
「さらに非公式にSYP署長の支援を受けたサウス・ヨークシャー警察連盟が多数のリヴァプールサポーターによる酩酊、チケット未所持、数人の警官への暴力行為に焦点を当てた事故の異説を作り出し宣伝しようとしたことも文書は示している。これはメディアから議会を越えて拡散した。しかし、開示された文書、テレビや監視カメラからの映像の範囲で、欲求不満や自暴自棄を表す攻撃的な言動の2、3の特異な事例以外、これらの主張を裏付ける証拠を確認することはできない」
なお、捜査資料の改ざんは1998年のスチュアート・スミス判事による調査と以降の分析の際に行われたもので、それ以前のテイラー・レポートや死因審問や犯罪捜査や懲戒処分の審議にはマイナスの影響を及ぼしていない。

### 反応
同日、デーヴィッド・キャメロン首相は「犠牲者は警察の不手際によってイギリスのスポーツ史上最悪の惨事に巻き込まれただけでなく、死後も警察やメディアから虚偽の疑いを掛けられるという二重の不正に苦しめられた」として謝罪した。
さらにキャメロンはドミニク・グリーブ法務長官に対し、新たな審理を命じる高等法院に再審を申請すべきか決定するため、早急に報告書を精査するように命じた。報告書の公表を受け、労働党党首のエド・ミリバンド、フットボール・アソシエーション会長のデヴィッド・バーンスタイン、シェフィールド・ウェンズデイ、サウス・ヨークシャー警察署長のデヴィッド・クロンプトン、『ザ・サン』の元編集者のケルヴィン・マッケンジーと編集者のドミニク・モハンが謝罪をした。
同年10月12日、独立警察苦情委員会 (IPCC) は、独立委員会によって公表された警察の違法行為に関する大規模な調査を行うことを発表した。同委員会は、報告書に記載された450,000点におよぶ新証拠を精査し、関係者に対する刑事告発または懲戒処分を推奨することを目的としている。
同年10月23日、ウェスト・ヨークシャー警察署長のノーマン・ベティソンが辞任を表明した。事故当時、SYPに勤務していたベティソンはヒルズボロの悲劇を観客として経験した人物とされており、その後の内部調査に加わったが、IPCCから虚偽の情報を提供したという疑惑が掛けられていた。なお、IPCCは「これらの退職や辞職は犯罪の識別や刑事告発を妨げるものではない」という見解を示した。
同年12月19日、グリーブ法務長官の申請を受け高等法院は死因審問の評決を破棄し、審理のやり直しを命じた。同日、テリーザ・メイ内務大臣はIPCCの調査と並行して、「オペレーション・リゾルブ」と名付けた新たな調査を行うことを発表した。この調査は犠牲者の死亡原因の特定を目的としたもので、新たな死因審問を行う検察側と密接に連携を取る形となっている。

## 再審

### 死因審問

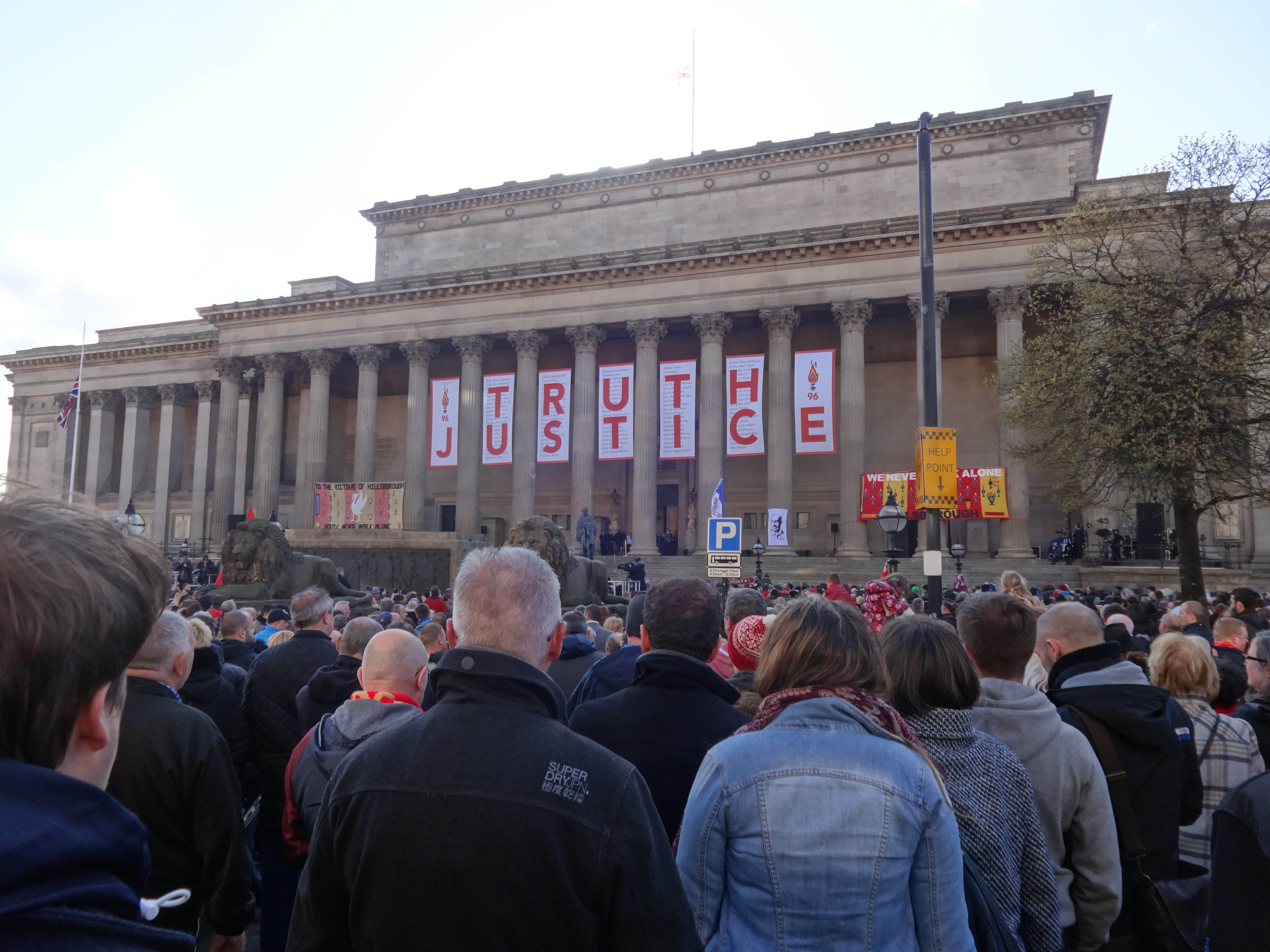
評決後、セント・ジョージ・ホールに犠牲者を追悼するメッセージが掲げられた。

2014年3月31日、チェシャー州ウォリントンの裁判所において控訴院判事のジョン・ゴールドリング判事を検死官とした死因審問が開始された。死因審問は災害の全体像を精査した上で、医学的証拠を含む96人の犠牲者のそれぞれの死因を検討することを目的とし、冒頭陳述においてゴールドリングから観客がイギリスのスポーツ史上最悪の惨事に巻き込まれた経緯が述べられた後、96人の犠牲者の名前が読み上げられ、陪審員による宣誓が行われた。
2016年4月26日、2年間に渡る審理を経て3人の男性と6人の女性からなる陪審員は、7対2の過半数でダッケンフィールド警視正の職務怠慢や警備態勢の不備によって犠牲者は不当に亡くなった（不法殺害）とする評決を下した。この評決はリヴァプール・サポーターの行動に起因するといった主張を否定するとともに、ダッケンフィールドの訴追に繋がる可能性を秘めたもので、ゴールドリング検死官も陪審団を支持した。また、96人の死亡状況についても2012年の独立調査委員会による報告と同様に、その多くが15時15分以降に死亡した点を指摘。1993年に延命措置の停止により死去したトニー・ブランドを含む96人の死因については93人が圧迫による窒息であり、死亡時刻は14時57分から17時までと特定した。

### 刑事訴追
2017年6月28日、検察庁は事故当時の警備責任者であり95人の死に重大な過失のあるデイヴィッド・ダッケンフィールド警視正、シェフィールド・ウェンズデイFC (SWFC) の事実上の最高責任者でありスタジアムの安全管理者を務めていたグラハム・マックレル秘書、1989年のピーター・テイラーによる調査および最初の審理の際にサウス・ヨークシャー警察 (SYP) を担当したピーター・メトカーフ弁護士、警察官の証言を審査する立場にあったSYPのドナルド・デントン警視正、捜査資料の改ざんに際し中心的役割を担ったSYPのアラン・フォスター警部長、事故調査の際に虚偽の情報を提供した疑いのあるSYPのノーマン・ベティソン警部の合計6人を訴追したことを発表した。
ブランドを除く犠牲者に対する過失を問うことになった理由について検察当局は、事故から4年後に亡くなったという法律上の問題のためとした。また、ダッケンフィールドを除く5人については同年8月9日にウォリントンの裁判所へ出廷する予定となっているが、ダッケンフィールドについては1999年の裁判の際に下された命令を解除するために、高等裁判所に申請をする必要がある。なお、スタジアムを所有するSWFCについては事故当時と2017年現在では運営会社が異なり、後継団体とはいえないため犯罪責任を問えないとし、サウスヨークシャー・メトロポリタン救急サービスの救急隊員や、イングランドサッカー界を統括するフットボール・アソシエーションについても、安全上重大な違反を犯したという証拠が不十分であるとして訴追は見送られた。
2018年8月21日、検察庁は証拠不十分のため有罪判決の見込みがないとしてベティソンに対する訴えを取り下げた。
2019年1月14日、ピーター・オープンショー判事の下、ダッケンフィールドとマックレルに対する裁判が開始された。ダッケンフィールドは95人のファンに対する過失致死、マックレルは労働安全衛生法上の義務の不履行の罪に問われたが、ともに容疑を否認した。10週間の裁判の後に6人の男性と6人の女性で構成される陪審団が派遣され、29時間以上の審議の結果、4月3日にマックレルは10対2の過半数で有罪となったが、ダッケンフィールドは重大な過失について有罪か無罪かを決定するには至らなかった。検察側はダッケンフィールドに対する再審を請求しているが、ダッケンフィールドの弁護側はこれに反対する見解を示した。
同年6月25日、ダッケンフィールドの再審が決定した。この裁判はプレストンの裁判所にて10月7日から開始される予定となった。同年11月28日、7人の女性と3人の男性からなる陪審員による13時間43分の審議の結果、ダッケンフィールドは過失致死罪で無罪となった。検察庁のスポークスマンは、この判決は警察の過失を認めた死因審問の結果の影響を受けなかったと述べた。
2021年5月26日、ウィリアム・デイヴィス判事は、SYPの失態を覆い隠すため捜査資料の改ざんを行ったデントン、フォスター、メトカーフの3人について、証拠不十分として訴訟を終わらせる判決を下した。この結果、一連の裁判で有罪判決を受けた者は、労働安全衛生法の義務を果たさなかったとして2019年5月19日に6,500ポンドの罰金を科せられたマックレルのみとなった。

## 影響

### 社会的影響
テイラー・レポートを受けて政府から1994年までに達成するように義務化されたスタジアムの近代化の問題は各クラブの財政を圧迫した。一部の資金をフットボール基金から援助されたものの総改築費の4分の1程度に過ぎず、テラスの廃止により財政収入が激減することは免れないこともあり、各クラブは入場料の値上げに踏み切った。
またテレビ放映権料の分配率の不満に端を発した新リーグ設立の機運が高まる中で1991年7月に構想が具体化し、フットボールリーグ1部に所属する全22チームがリーグを脱退しプレミアリーグを設立。同リーグはルパード・マードックが経営するニューズ・コーポレーション傘下のBスカイBとのスポンサー契約により巨額の放映権料を獲得し、さらに収益を上げるために株式を公開し上場するサッカークラブが登場するなど積極的な経営努力が行われるようになった。これにより当初、懸念されていたスタジアムでの大規模な改修や設備投資が可能となったほか、世界的なスター選手が加入するなど移籍市場が活発化しリーグとしての実力の底上げが図られた。
入場料が高騰したことにより従来の観客層だった平均所得の低い労働者階級の人々は淘汰され、代わりに中流階級の人々や女性や家族連れの観客が増加。1980年代には数々のトラブルが発生したことにより1980年代末には最盛期の1960年代から1970年代（1400万人以上）に比べて半数にまで減少していたトップディヴィジョンの年間観客数は、プレミアリーグ発足後の1998-99シーズンの調査では2500万人を記録するなど最盛期を上回る数値を示した。
ヒルズボロの悲劇における混乱の原因の一つとなった立見席の廃止とそれに伴う法制定によりスタジアム内の安全性が確保され暴力行為が追放された。この結果、サポーターの熱意だけが残され、女性と子供が安心して観戦の出来る環境も整い、リーグの魅力を国内外に示すことが可能となった。その一方、入場料金の高騰に伴い旧来の観客層である平均所得の低い階層や若者の試合観戦が困難な状態にあることに疑問を呈す意見もあり、1990年代に1部リーグと2部リーグに相当するトップディヴィジョンにおいて全座席式スタジアムが義務化された後もサポーター達による立見席復活を求める活動が行われている。2010年代においてもフットボール・サポーター連盟 (FSF) が「古き伝統への懐古ではなく、ドイツやオーストリアやアメリカ合衆国の事例が示すように、座席と立見席の中から選択が出来るように法規制を緩和するべきである」として立見席の復活に向けた署名活動を行っている。また連立与党第2党の自由民主党は立見席の復活を政策として掲げ活動を行っている。
2016年、スコティッシュ・プレミアシップ所属のセルティックFCは本拠地・セルティック・パークにおいて、従来の立見席を改良し安全性に配慮した約3,000人分のセーフ・スタンディングを導入した（スコットランドでは椅子席への改装を義務化したサッカー観戦者法は適用されない）。これを受けてプレミアリーグ所属の各クラブでもセーフ・スタンディングの導入が検討されている。

### 文化的影響
1989年5月、元ジェリー&ザ・ペースメイカーズのジェリー・マースデンは被災者支援のために、元ザ・ビートルズのポール・マッカートニーや元フランキー・ゴーズ・トゥ・ハリウッドのホリー・ジョンソンやザ・クリスチャンズと共に「マージー河のフェリーボート」を再レコーディングして発表し、UKチャートで3週連続1位を獲得した。
1994年10月、脚本家のジミー・マクガヴァーンはテレビドラマ『心理探偵フィッツ』の中でヒルズボロの悲劇を背景にした「孤独な男」というエピソードを発表し、ロバート・カーライルの演じる登場人物が冷酷な犯罪者に変貌する姿を描いた。このエピソードを制作するにあたり人々の死が与えた影響を取材したマクガヴァーンは、1996年12月にはクリストファー・エクルストン主演の『ヒルズボロ』というドキュメンタリードラマの脚本を務め、3つの遺族の災害に伴う感情的な混乱と法廷闘争に挑む姿を描いた。
1998年9月、ロックバンドのマニック・ストリート・プリーチャーズはアルバム『ディス・イズ・マイ・トゥルース・テル・ミー・ユアーズ』を発表したが、その中に「S.Y.M.M.」という楽曲を収録した。この曲はサウスヨークシャー警察を「大量殺人者」と見做し批判する内容のもので、1996年にドキュメンタリードラマの脚本を務めたマクガヴァーンに関する言及もなされた。
2014年4月、アメリカ合衆国のスポーツ専門チャンネル『ESPN』はヒルズボロの悲劇に関するドキュメンタリー番組を発表し、災害に繋がる重要な背景やその後の展開などを、現場に居合わせたサポーターや警官、遺族らの証言を交えて包括的に描いた。
同年7月、作曲家のマイケル・ナイマンは交響曲第11番『ヒルズボロ・メモリアル』を発表した。これは芸術祭のリヴァプール・ビエンナーレで演奏するための楽曲の製作を依頼された際、1996年にヒルズボロの悲劇を追悼するため製作した曲を発展させたものである。ナイマン自身は「遺族の苦しみの歴史と、私個人のサッチャー政権の腐敗と警察の欺瞞に対する怒りが籠められている」と発言している。

### リヴァプールの関係者
事故直後、遠く離れた位置にいたため事態を把握できない選手や観客によるピッチ侵入と誤認する選手もいたが、試合が中止され被害状況が伝わるにつれて衝撃を受けたという。その中で最も早くレッピングス・レーンの惨状に気づいたキーパーのブルース・グロベラーや地元マージーサイド出身のジョン・オルドリッジは引退の可能性を示唆した。監督のケニー・ダルグリッシュは故人や遺族に寄り添い、警察とフットボール・アソシエーションの失態に対して批判的な立場を採っていたが、ストレスにより帯状疱疹を患うなど体調を崩すようになり、1991年2月に監督を辞任した。ダルグリッシュは退団後にシェフィールド・ウェンズデイから監督就任のオファーを受けたが「立見席で亡くなったすべての人々のことを考えれば、スタジアムにいることは出来ない」として辞退した。
事故当時10歳で亡くなった犠牲者の従兄弟だったスティーヴン・ジェラードは1998年にリヴァプールに入団すると2003年からは主将を務め、2015年に退団するまで17年間に渡りチームに在籍したが、自身は2009年のインタビューにおいて「従兄弟の家族の反応を目撃した経験は、私が今日のような選手になるための動機づけとなった」と発言している。
1989年5月、遺族は相互の支援と協力および事故に関連した正義と真実を引き出す目的のためヒルズボロ・ファミリー・サポート・グループ (HFSG) を結成し、1998年2月には遺族と生存者にサポーターを加えたヒルズボロ・ジャスティス・キャンペーンを結成した。2006年、アン・ウィリアムズは息子の死因に関する新たな審問を求める目的のためホープ・フォー・ヒルズボロを結成したが、没後の2013年12月にBBCスポーツ・パーソナリティ・オブ・ザ・イヤー・ヘレン・ローラソン賞を受賞した。2014年12月、HFSG代表のマーガレット・アスピノールと会長のトレヴァー・ヒックスは20年以上に渡る活動が認められCBE勲章を受章した。